# Чемпионат мира по хоккею с шайбой 2024
Чемпионат мира по хоккею с шайбой 2024 года — 87-й чемпионат мира по хоккею с шайбой состоялся в мае 2024 года в чешских городах Прага и Острава. О месте проведения чемпионата стало известно на конгрессе ИИХФ 24 мая 2019 года, проходившем в Братиславе. Турнир проходил на тех же аренах, что и чемпионат мира 2015 года.
Чемпионом мира впервые с 2010 года и седьмой раз в истории стала Чехия, обыграв в финале Швейцарию. Сборная Чехии впервые выиграла чемпионат мира на домашнем льду (сборная Чехословакии последний раз побеждала дома в 1985 году).
Лучшим игроком был признан форвард швейцарцев Кевин Фиала, а лучшим бомбардиром стал американец Мэтт Болди (14 очков).

## Арены
| Чехия               |                                           |                   |
| Прага               | O2 Арена (Прага) Ostravar Арена (Острава) | Острава           |
| О2 Арена            | O2 Арена (Прага) Ostravar Арена (Острава) | Ostravar Арена    |
| Вместимость: 17 383 | O2 Арена (Прага) Ostravar Арена (Острава) | Вместимость: 9779 |
|                     | O2 Арена (Прага) Ostravar Арена (Острава) |                   |

## Участники
Своё участие в чемпионате гарантировала сборная Чехии на правах страны-хозяйки, а также сборные, которые заняли два первых места на турнире первого дивизиона ЧМ-2023 (сборная Великобритании и сборная Польши). Ещё 13 сборных квалифицировались на турнир по итогам ЧМ-2023.
Сборные Беларуси и России из-за вторжения России на Украину были отстранены от участия в турнире, как и на двух прошлых чемпионатах.
| 13 из Европы | Великобритания ^ | Польша ^  | Словакия * | Чехия * +   |  |
| 13 из Европы | Швейцария *      | Швеция *  | Дания *    | Финляндия * |  |
| 13 из Европы | Австрия *        | Франция * | Германия * | Норвегия *  |  |
| 13 из Европы | Латвия *         |           |            |             |  |
| 2 из Северной Америки | Канада *         | США *     |            |             |  |
| 1 из Азии | Казахстан *      |           |            |             |  |
| Примечание: * — 14 команд автоматически квалифицировались в высший дивизион по итогам ЧМ-2023 ^ — 2 команды перешли в высший дивизион по итогам первого дивизиона ЧМ-2023 + — страна-хозяйка |                  |           |            |             |  |

## Судьи
ИИХФ выбрала 16 главных и 16 линейных судей в качестве официальных судей на Чемпионате мира по хоккею 2024 года.
| - Майкл Кэмпбелл - Марк Пирс - Мартин Франьо - Ян Грибик - Рику Брандер - Ласси Хейккинен - Микко Каукокари - Кристиан Викман | - Андре Шрадер - Андрис Ансонс - Томаш Хронски - Тобиас Бьёрк - Кристоффер Хольм - Микаэль Хольм - Михаэль Черриг - Шон МакФерлейн |

| - Таррингтон Вионзек - Даниэль Хинек - Иржи Ондарчек - Йозеф Шпур - Лаури Никулайнен - Тим Хеффнер - Андреас Хофер - Давис Зунде | - Ото Дурмис - Людвиг Лундгрен - Андерс Нюквист - Эмиль Юлетюйнен (Emil Yletyinen) - Дарио Фукс - Кевин Бриганти - Ник Бриганти - Шейн Густафсон |

## Предварительный раунд
|  | Команды, выходящие в четвертьфинал                                          |
|  | Команды, переходящие в группу A первого дивизиона чемпионата мира 2025 года |

### Группа A (Прага)

#### Таблица
| М | Сборная        | И | В | ВО | ПО | П | ШЗ | ШП | РШ  | О  |
| - | -------------- | - | - | -- | -- | - | -- | -- | --- | -- |
| 1 | Канада         | 7 | 5 | 2  | 0  | 0 | 32 | 18 | +14 | 19 |
| 2 | Швейцария      | 7 | 5 | 1  | 0  | 1 | 29 | 12 | +17 | 17 |
| 3 | Чехия          | 7 | 4 | 1  | 2  | 0 | 26 | 14 | +12 | 16 |
| 4 | Финляндия      | 7 | 3 | 0  | 1  | 3 | 21 | 14 | +7  | 10 |
| 5 | Австрия        | 7 | 2 | 0  | 1  | 4 | 21 | 29 | -8  | 7  |
| 6 | Норвегия       | 7 | 2 | 0  | 0  | 5 | 15 | 25 | -10 | 6  |
| 7 | Дания          | 7 | 2 | 0  | 0  | 5 | 15 | 29 | -14 | 6  |
| 8 | Великобритания | 7 | 1 | 0  | 0  | 6 | 12 | 30 | -18 | 3  |

#### Результаты
| 10 мая 2024 16:20 | Швейцария | 5 : 2 (1:1, 3:0, 1:1) | Норвегия | O2 Арена, Прага Зрителей: 16 617 |

| Отчёт | Отчёт                          | Отчёт | Отчёт                       | Отчёт                                                                             |
| --- | ------------------------------ | --- | --------------------------- | --------------------------------------------------------------------------------- |
| |                                | |                             |                                                                                   |
| | Леонардо Дженони — 00:00-60:00 | Вратари | 00:00-60:00 — Йонас Арнтцен | Судьи: Рику Брандер Кристоффер Хольм Линейные судьи: Шейн Густафсон Андреас Хофер |
| | Голы:                          | |                             | Судьи: Рику Брандер Кристоффер Хольм Линейные судьи: Шейн Густафсон Андреас Хофер |
| Свен Андригетто (Н. Нидеррайтер, Р. Лёффель) — 11:04 Ромен Лёффель (Й. Зигенталер, К. Егер) — 24:12 Свен Зентелер (Р. Йоси, Д. Зимион) — 28:09 Тристан Шервей (Г. Хаас) — 33:30 Нино Нидеррайтер (А. Амбюль, Ф. Курашев) (бол.) — 51:56 | 1:0 1:1 2:1 3:1 4:1 5:1 5:2    | 14:53 — Маркус Викингстад (П. Торесен, Й. Йоханнесен) 58:56 — Михаэль Брандсегг-Нюгорд (П. Торесен, М. Цуккарелло) (бол.) |                             | Судьи: Рику Брандер Кристоффер Хольм Линейные судьи: Шейн Густафсон Андреас Хофер |
| |                                | |                             | Судьи: Рику Брандер Кристоффер Хольм Линейные судьи: Шейн Густафсон Андреас Хофер |
| |                                | |                             | Судьи: Рику Брандер Кристоффер Хольм Линейные судьи: Шейн Густафсон Андреас Хофер |
| |                                | |                             | Судьи: Рику Брандер Кристоффер Хольм Линейные судьи: Шейн Густафсон Андреас Хофер |
| 6 мин | Штраф                          | 6 мин |                             | Судьи: Рику Брандер Кристоффер Хольм Линейные судьи: Шейн Густафсон Андреас Хофер |
| |                                | |                             |                                                                                   |
| | 40                             | Броски | 15                          |                                                                                   |

| 10 мая 2024 20:20 | Чехия | 1 : 0 (Б) (0:0, 0:0, 0:0, 0:0, 1:0) | Финляндия | O2 Арена, Прага Зрителей: 17 413 |

| Отчёт                                                  | Отчёт                       | Отчёт                                                        | Отчёт                      | Отчёт                                                                      |
| ------------------------------------------------------ | --------------------------- | ------------------------------------------------------------ | -------------------------- | -------------------------------------------------------------------------- |
|                                                        |                             |                                                              |                            |                                                                            |
|                                                        | Лукаш Досталь — 00:00-65:00 | Вратари                                                      | 00:00-65:00 — Харри Сятери | Судьи: Андрис Ансонс Микаэль Хольм Линейные судьи: Ник Бриганти Ото Дурмис |
|                                                        | Голы:                       |                                                              |                            | Судьи: Андрис Ансонс Микаэль Хольм Линейные судьи: Ник Бриганти Ото Дурмис |
| Ондржей Каше (поб. бул.) — 65:00                       | 1:0                         |                                                              |                            | Судьи: Андрис Ансонс Микаэль Хольм Линейные судьи: Ник Бриганти Ото Дурмис |
|                                                        | Буллиты:                    |                                                              |                            | Судьи: Андрис Ансонс Микаэль Хольм Линейные судьи: Ник Бриганти Ото Дурмис |
| Ондржей Каше Якуб Крейчик Ондржей Палат Роман Червенка |                             | Оливер Каски Микаэль Гранлунд Йессе Пульюярви Оливер Капанен |                            | Судьи: Андрис Ансонс Микаэль Хольм Линейные судьи: Ник Бриганти Ото Дурмис |
|                                                        |                             |                                                              |                            | Судьи: Андрис Ансонс Микаэль Хольм Линейные судьи: Ник Бриганти Ото Дурмис |
| 8 мин                                                  | Штраф                       | 6 мин                                                        |                            | Судьи: Андрис Ансонс Микаэль Хольм Линейные судьи: Ник Бриганти Ото Дурмис |
|                                                        |                             |                                                              |                            |                                                                            |
|                                                        | 28                          | Броски                                                       | 21                         |                                                                            |

| 11 мая 2024 12:20 | Великобритания | 2 : 4 (1:1, 0:3, 1:0) | Канада | O2 Арена, Прага Зрителей: 16 935 |

| Отчёт                                                                                     | Отчёт                       | Отчёт | Отчёт                      | Отчёт                                                                                 |
| ----------------------------------------------------------------------------------------- | --------------------------- | --- | -------------------------- | ------------------------------------------------------------------------------------- |
|                                                                                           |                             | |                            |                                                                                       |
|                                                                                           | Джексон Уистл — 00:00-60:00 | Вратари | 00:00-60:00 — Джоэль Хофер | Судьи: Кристоффер Хольм Кристиан Викман Линейные судьи: Шейн Густафсон Андерс Нюквист |
|                                                                                           | Голы:                       | |                            | Судьи: Кристоффер Хольм Кристиан Викман Линейные судьи: Шейн Густафсон Андерс Нюквист |
| Лиам Кирк (Э. Моузи, Б. Лейк) (бол.) — 07:47 Бен О'Коннор (Л. Кирк, О. Беттеридж) — 48:49 | 1:0 1:1 1:2 1:3 1:4 2:4     | 08:17 — Майкл Бантинг (Б. Байрэм) 25:45 — Брэндон Хэйгел (О. Зеллвегер, П.Л. Дюбуа) 31:39 — Коннор Бедард (М. Бантинг, О. Зеллвегер) 35:29 — Коннор Бедард (Ник Пол, К. Гуле) |                            | Судьи: Кристоффер Хольм Кристиан Викман Линейные судьи: Шейн Густафсон Андерс Нюквист |
|                                                                                           |                             | |                            | Судьи: Кристоффер Хольм Кристиан Викман Линейные судьи: Шейн Густафсон Андерс Нюквист |
|                                                                                           |                             | |                            | Судьи: Кристоффер Хольм Кристиан Викман Линейные судьи: Шейн Густафсон Андерс Нюквист |
|                                                                                           |                             | |                            | Судьи: Кристоффер Хольм Кристиан Викман Линейные судьи: Шейн Густафсон Андерс Нюквист |
| 8 мин                                                                                     | Штраф                       | 4 мин |                            | Судьи: Кристоффер Хольм Кристиан Викман Линейные судьи: Шейн Густафсон Андерс Нюквист |
|                                                                                           |                             | |                            |                                                                                       |
|                                                                                           | 15                          | Броски | 34                         |                                                                                       |

| 11 мая 2024 16:20 | Австрия | 1 : 5 (1:2, 0:1, 0:2) | Дания | O2 Арена, Прага Зрителей: 15 719 |

| Отчёт                                        | Отчёт                        | Отчёт | Отчёт                        | Отчёт                                                                        |
| -------------------------------------------- | ---------------------------- | --- | ---------------------------- | ---------------------------------------------------------------------------- |
|                                              |                              | |                              |                                                                              |
|                                              | Давид Мадленер — 00:00-60:00 | Вратари | 00:00-60:00 — Фредерик Дихов | Судьи: Микаэль Хольм Андре Шрадер Линейные судьи: Ник Бриганти Даниэль Хинек |
|                                              | Голы:                        | |                              | Судьи: Микаэль Хольм Андре Шрадер Линейные судьи: Ник Бриганти Даниэль Хинек |
| Мануэль Ганаль (Л. Хаудум, В. Рорер) — 19:35 | 0:1 0:2 1:2 1:3 1:4 1:5      | 13:19 — Маркус Лауридсен (Й. Блихвельд, П. Рассел) 16:11 — Фредерик Сторм (SH) 38:54 — Йоахим Блихвельд (К. Вайсе, О. Лауридсен) 53:44 — Феликс Шеель (Ф. Браггиссер, Н. Йенсен) 58:57 — Йоахим Блихвельд (М. Огор, П. Рассел) (бол.) |                              | Судьи: Микаэль Хольм Андре Шрадер Линейные судьи: Ник Бриганти Даниэль Хинек |
|                                              |                              | |                              | Судьи: Микаэль Хольм Андре Шрадер Линейные судьи: Ник Бриганти Даниэль Хинек |
|                                              |                              | |                              | Судьи: Микаэль Хольм Андре Шрадер Линейные судьи: Ник Бриганти Даниэль Хинек |
|                                              |                              | |                              | Судьи: Микаэль Хольм Андре Шрадер Линейные судьи: Ник Бриганти Даниэль Хинек |
| 12 мин                                       | Штраф                        | 6 мин |                              | Судьи: Микаэль Хольм Андре Шрадер Линейные судьи: Ник Бриганти Даниэль Хинек |
|                                              |                              | |                              |                                                                              |
|                                              | 17                           | Броски | 34                           |                                                                              |

| 11 мая 2024 20:20 | Норвегия | 3 : 6 (3:2, 0:1, 0:3) | Чехия | O2 Арена, Прага Зрителей: 17 413 |

| Отчёт | Отчёт                              | Отчёт | Отчёт                     | Отчёт                                                                           |
| --- | ---------------------------------- | --- | ------------------------- | ------------------------------------------------------------------------------- |
| |                                    | |                           |                                                                                 |
| | Хенрик Хаукеланд — 00:00-60:00     | Вратари | 00:00-60:00 — Петр Мразек | Судьи: Томаш Хронски Шон МакФерлейн Линейные судьи: Тим Хеффнер Людвиг Лундгрен |
| | Голы:                              | |                           | Судьи: Томаш Хронски Шон МакФерлейн Линейные судьи: Тим Хеффнер Людвиг Лундгрен |
| Стиан Сольберг (П. Торесен, М. Цуккарелло) — 06:37 Ноа Стеен (М. Треттенес) — 12:10 Эйрик Сальстен (С. Сольберг, М. Цуккарелло) — 16:32 | 0:1 :1 2:1 3:1 3:2 3:3 3:4 3:5 3:6 | 06:06 — Роман Червенка (Т. Кундратек, О. Каше) 17:12 — Роман Червенка (Л. Седлак, О. Каше) 35:54 — Ондржей Беранек (М. Кемпни) 45:19 — Матей Странский (Я. Крейчик, Д. Кампф) 56:59 — Либор Гайек (О. Палат) 59:06 — Ондржей Палат (Д. Кампф, Д. Воженилек) (EN) |                           | Судьи: Томаш Хронски Шон МакФерлейн Линейные судьи: Тим Хеффнер Людвиг Лундгрен |
| |                                    | |                           | Судьи: Томаш Хронски Шон МакФерлейн Линейные судьи: Тим Хеффнер Людвиг Лундгрен |
| |                                    | |                           | Судьи: Томаш Хронски Шон МакФерлейн Линейные судьи: Тим Хеффнер Людвиг Лундгрен |
| |                                    | |                           | Судьи: Томаш Хронски Шон МакФерлейн Линейные судьи: Тим Хеффнер Людвиг Лундгрен |
| 16 мин | Штраф                              | 10 мин |                           | Судьи: Томаш Хронски Шон МакФерлейн Линейные судьи: Тим Хеффнер Людвиг Лундгрен |
| |                                    | |                           |                                                                                 |
| | 11                                 | Броски | 49                        |                                                                                 |

| 12 мая 2024 12:20 | Финляндия | 8 : 0 (1:0, 5:0, 2:0) | Великобритания | O2 Арена, Прага Зрителей: 15 433 |

| Отчёт | Отчёт                           | Отчёт   | Отчёт                   | Отчёт                                                                         |
| --- | ------------------------------- | ------- | ----------------------- | ----------------------------------------------------------------------------- |
| |                                 |         |                         |                                                                               |
| | Эмиль Ларми — 00:00-60:00       | Вратари | 00:00-60:00 — Бен Боунс | Судьи: Андрис Ансонс Микаэль Хольм Линейные судьи: Ото Дурмис Людвиг Лундгрен |
| | Голы:                           |         |                         | Судьи: Андрис Ансонс Микаэль Хольм Линейные судьи: Ото Дурмис Людвиг Лундгрен |
| Оливер Капанен (О. Каски) – 16:14 Йессе Пульюярви (О. Каски, А. Оксанен) – 21:15 Йере Иннала (М. Гранлунд, И. Пакаринен) (бол.) – 24:52 Юусо Рийкола (Й. Пульюярви, А. Оксанен) – 32:49 Оливер Капанен (Й. Пульюярви, М. Гранлунд) – 36:01 Олли Мяяття (М. Гранлунд) – 38:45 Микко Лехтонен (К. Хелениус, М. Гранлунд) – 46:39 Оливер Капанен (О. Мяяття, А. Оксанен) – 52:57 | 1:0 2:0 3:0 4:0 5:0 6:0 7:0 8:0 |         |                         | Судьи: Андрис Ансонс Микаэль Хольм Линейные судьи: Ото Дурмис Людвиг Лундгрен |
| |                                 |         |                         | Судьи: Андрис Ансонс Микаэль Хольм Линейные судьи: Ото Дурмис Людвиг Лундгрен |
| |                                 |         |                         | Судьи: Андрис Ансонс Микаэль Хольм Линейные судьи: Ото Дурмис Людвиг Лундгрен |
| |                                 |         |                         | Судьи: Андрис Ансонс Микаэль Хольм Линейные судьи: Ото Дурмис Людвиг Лундгрен |
| 4 мин | Штраф                           | 10 мин  |                         | Судьи: Андрис Ансонс Микаэль Хольм Линейные судьи: Ото Дурмис Людвиг Лундгрен |
| |                                 |         |                         |                                                                               |
| | 47                              | Броски  | 14                      |                                                                               |

| 12 мая 2024 16:20 | Дания | 1 : 5 (0:2, 1:0, 0:3) | Канада | O2 Арена, Прага Зрителей: 16 015 |

| Отчёт                                          | Отчёт                        | Отчёт | Отчёт                            | Отчёт                                                                       |
| ---------------------------------------------- | ---------------------------- | --- | -------------------------------- | --------------------------------------------------------------------------- |
|                                                |                              | |                                  |                                                                             |
|                                                | Фредерик Дихов — 00:00-60:00 | Вратари | 00:00-60:00 — Джордан Биннингтон | Судьи: Рику Брандер Томаш Хронски Линейные судьи: Тим Хеффнер Андреас Хофер |
|                                                | Голы:                        | |                                  | Судьи: Рику Брандер Томаш Хронски Линейные судьи: Тим Хеффнер Андреас Хофер |
| Кристиан Вайсе (Ф. Сторм, М. Поульсен) – 26:15 | 0:1 0:2 1:2 1:3 1:4 1:5      | 02:24 – Коннор Бедард (М. Бантинг, К. Гуле) 15:25 – Дилан Козенс (Д. Таварес, Б. Байрэм) (бол.) 41:52 – Коннор Бедард (Д. Гюнтер) 58:00 – Доусон Мерсер (Дж. Макбейн, Бр. Танев) (EN) 59:39 – Пьер-Люк Дюбуа (К. Бедард, О. Зеллвегер) (бол.) |                                  | Судьи: Рику Брандер Томаш Хронски Линейные судьи: Тим Хеффнер Андреас Хофер |
|                                                |                              | |                                  | Судьи: Рику Брандер Томаш Хронски Линейные судьи: Тим Хеффнер Андреас Хофер |
|                                                |                              | |                                  | Судьи: Рику Брандер Томаш Хронски Линейные судьи: Тим Хеффнер Андреас Хофер |
|                                                |                              | |                                  | Судьи: Рику Брандер Томаш Хронски Линейные судьи: Тим Хеффнер Андреас Хофер |
| 12 мин                                         | Штраф                        | 12 мин |                                  | Судьи: Рику Брандер Томаш Хронски Линейные судьи: Тим Хеффнер Андреас Хофер |
|                                                |                              | |                                  |                                                                             |
|                                                | 20                           | Броски | 42                               |                                                                             |

| 12 мая 2024 20:20 | Австрия | 5 : 6 (2:1, 2:3, 1:2) | Швейцария | O2 Арена, Прага Зрителей: 13 512 |

| Отчёт | Отчёт                                     | Отчёт | Отчёт                                             | Отчёт                                                                               |
| --- | ----------------------------------------- | --- | ------------------------------------------------- | ----------------------------------------------------------------------------------- |
| |                                           | |                                                   |                                                                                     |
| | Давид Киккерт — 00:00-60:00               | Вратари | 00:00-40:00 — Рето Берра 40:00-60:00 — Акира Шмид | Судьи: Шон МакФерлейн Кристиан Викман Линейные судьи: Шейн Густафсон Андерс Нюквист |
| | Голы:                                     | |                                                   | Судьи: Шон МакФерлейн Кристиан Викман Линейные судьи: Шейн Густафсон Андерс Нюквист |
| Клеменс Унтервегер (М. Росси) – 04:15 Пауль Хубер (В. Рорер) – 14:33 Лукас Хаудум (Д. Цвергер, К. Унтервегер) (бол.) – 21:48 Лукас Хаудум (К. Унтервегер, П. Хубер) (бол.) – 34:45 Беньямин Баумгартнер (Д. Майер, С. Стронг) – 52:17 | 1:0 2:0 2:1 3:1 3:2 3:3 3:4 :4 4:5 :5 5:6 | 15:48 – Роман Йоси (Р. Лёффель, А. Амбюль) (бол.) 22:26 – Нико Хишир (Р. Йоси, Р. Лёффель) 29:30 – Роман Йоси (А. Амбюль, Н. Хишир) (бол.) 29:43 – Кен Егер (С. Андригетто, Д. Кукан) (бол.) 40:43 – Нико Хишир (Ф. Курашев, Н. Нидеррайтер) (бол.) 59:09 – Нико Хишир (Р. Йоси, А. Амбюль) (бол.) |                                                   | Судьи: Шон МакФерлейн Кристиан Викман Линейные судьи: Шейн Густафсон Андерс Нюквист |
| |                                           | |                                                   | Судьи: Шон МакФерлейн Кристиан Викман Линейные судьи: Шейн Густафсон Андерс Нюквист |
| |                                           | |                                                   | Судьи: Шон МакФерлейн Кристиан Викман Линейные судьи: Шейн Густафсон Андерс Нюквист |
| |                                           | |                                                   | Судьи: Шон МакФерлейн Кристиан Викман Линейные судьи: Шейн Густафсон Андерс Нюквист |
| 12 мин | Штраф                                     | 6 мин |                                                   | Судьи: Шон МакФерлейн Кристиан Викман Линейные судьи: Шейн Густафсон Андерс Нюквист |
| |                                           | |                                                   |                                                                                     |
| | 18                                        | Броски | 36                                                |                                                                                     |

| 13 мая 2024 16:20 | Норвегия | 1 : 4 (0:2, 1:2, 0:0) | Финляндия | O2 Арена, Прага Зрителей: 16 127 |

| Отчёт                                 | Отчёт                       | Отчёт | Отчёт                      | Отчёт                                                                               |
| ------------------------------------- | --------------------------- | --- | -------------------------- | ----------------------------------------------------------------------------------- |
|                                       |                             | |                            |                                                                                     |
|                                       | Йонас Арнтцен — 00:00-60:00 | Вратари | 00:00-60:00 — Харри Сятери | Судьи: Кристоффер Хольм Томаш Хронски Линейные судьи: Даниэль Хинек Людвиг Лундгрен |
|                                       | Голы:                       | |                            | Судьи: Кристоффер Хольм Томаш Хронски Линейные судьи: Даниэль Хинек Людвиг Лундгрен |
| Макс Крогдаль (Й. Йоханнесен) – 38:47 | 0:1 0:2 0:3 0:4 1:4         | 06:49 – Оливер Капанен (О. Каски) (бол.) 17:56 – Артту Хюрю (О. Каски, Й. Иннала) 20:27 – Артту Хюрю (Юха Яяскя, Й. Иннала) 30:59 – Оливер Капанен (А. Оксанен) (EN) |                            | Судьи: Кристоффер Хольм Томаш Хронски Линейные судьи: Даниэль Хинек Людвиг Лундгрен |
|                                       |                             | |                            | Судьи: Кристоффер Хольм Томаш Хронски Линейные судьи: Даниэль Хинек Людвиг Лундгрен |
|                                       |                             | |                            | Судьи: Кристоффер Хольм Томаш Хронски Линейные судьи: Даниэль Хинек Людвиг Лундгрен |
|                                       |                             | |                            | Судьи: Кристоффер Хольм Томаш Хронски Линейные судьи: Даниэль Хинек Людвиг Лундгрен |
| 10 мин                                | Штраф                       | 4 мин |                            | Судьи: Кристоффер Хольм Томаш Хронски Линейные судьи: Даниэль Хинек Людвиг Лундгрен |
|                                       |                             | |                            |                                                                                     |
|                                       | 14                          | Броски | 42                         |                                                                                     |

| 13 мая 2024 20:20 | Швейцария | 2 : 1 (Б) (1:0, 0:1, 0:0, 0:0, 1:0) | Чехия | O2 Арена, Прага Зрителей: 17 413 |

| Отчёт                                                                             | Отчёт                          | Отчёт                                                               | Отчёт                       | Отчёт                                                                       |
| --------------------------------------------------------------------------------- | ------------------------------ | ------------------------------------------------------------------- | --------------------------- | --------------------------------------------------------------------------- |
|                                                                                   |                                |                                                                     |                             |                                                                             |
|                                                                                   | Леонардо Дженони — 00:00-65:00 | Вратари                                                             | 00:00-65:00 — Лукаш Досталь | Судьи: Андрис Ансонс Андре Шрадер Линейные судьи: Ото Дурмис Андерс Нюквист |
|                                                                                   | Голы:                          |                                                                     |                             | Судьи: Андрис Ансонс Андре Шрадер Линейные судьи: Ото Дурмис Андерс Нюквист |
| Кевин Фиала (Н. Хишир, Р. Йоси) (бол.) – 13:36 Филипп Курашев (поб. бул.) — 65:00 | 1:0 1:1 2:1                    | 35:57 – Матей Странский (Д. Шпачек, Р. Червенка) (бол.)             |                             | Судьи: Андрис Ансонс Андре Шрадер Линейные судьи: Ото Дурмис Андерс Нюквист |
|                                                                                   | Буллиты:                       |                                                                     |                             | Судьи: Андрис Ансонс Андре Шрадер Линейные судьи: Ото Дурмис Андерс Нюквист |
| Свен Андригетто Кевин Фиала Филипп Курашев Ромен Лёффель Роман Йоси               |                                | Ондржей Каше Матей Странский Давид Томашек Роман Червенка Якуб Флек |                             | Судьи: Андрис Ансонс Андре Шрадер Линейные судьи: Ото Дурмис Андерс Нюквист |
|                                                                                   |                                |                                                                     |                             | Судьи: Андрис Ансонс Андре Шрадер Линейные судьи: Ото Дурмис Андерс Нюквист |
| 10 мин                                                                            | Штраф                          | 12 мин                                                              |                             | Судьи: Андрис Ансонс Андре Шрадер Линейные судьи: Ото Дурмис Андерс Нюквист |
|                                                                                   |                                |                                                                     |                             |                                                                             |
|                                                                                   | 27                             | Броски                                                              | 24                          |                                                                             |

| 14 мая 2024 16:20 | Дания | 0 : 2 (0:0, 0:1, 0:1) | Норвегия | O2 Арена, Прага Зрителей: 10 011 |

| Отчёт | Отчёт                        | Отчёт                                                                                    | Отчёт                          | Отчёт                                                                               |
| ----- | ---------------------------- | ---------------------------------------------------------------------------------------- | ------------------------------ | ----------------------------------------------------------------------------------- |
|       |                              |                                                                                          |                                |                                                                                     |
|       | Фредерик Дихов — 00:00-60:00 | Вратари                                                                                  | 00:00-60:00 — Хенрик Хаукеланд | Судьи: Микко Каукокари Шон МакФерлейн Линейные судьи: Кевин Бриганти Шейн Густафсон |
|       | Голы:                        |                                                                                          |                                | Судьи: Микко Каукокари Шон МакФерлейн Линейные судьи: Кевин Бриганти Шейн Густафсон |
|       | 0:1 0:2                      | 27:45 – Михаэль Брандсегг-Нюгорд (М. Цуккарелло, П. Торесен) 59:49 – Эйрик Сальстен (EN) |                                | Судьи: Микко Каукокари Шон МакФерлейн Линейные судьи: Кевин Бриганти Шейн Густафсон |
|       |                              |                                                                                          |                                | Судьи: Микко Каукокари Шон МакФерлейн Линейные судьи: Кевин Бриганти Шейн Густафсон |
|       |                              |                                                                                          |                                | Судьи: Микко Каукокари Шон МакФерлейн Линейные судьи: Кевин Бриганти Шейн Густафсон |
|       |                              |                                                                                          |                                | Судьи: Микко Каукокари Шон МакФерлейн Линейные судьи: Кевин Бриганти Шейн Густафсон |
| 4 мин | Штраф                        | 6 мин                                                                                    |                                | Судьи: Микко Каукокари Шон МакФерлейн Линейные судьи: Кевин Бриганти Шейн Густафсон |
|       |                              |                                                                                          |                                |                                                                                     |
|       | 24                           | Броски                                                                                   | 29                             |                                                                                     |

| 14 мая 2024 20:20 | Канада | 7 : 6 (ОТ) (3:1, 3:0, 0:5, 1:0) | Австрия | O2 Арена, Прага Зрителей: 14 704 |

| Отчёт | Отчёт                                               | Отчёт | Отчёт                        | Отчёт                                                                          |
| --- | --------------------------------------------------- | --- | ---------------------------- | ------------------------------------------------------------------------------ |
| |                                                     | |                              |                                                                                |
| | Джордан Биннингтон — 00:00-60:15                    | Вратари | 00:00-60:15 — Давид Мадленер | Судьи: Андрис Ансонс Ласси Хейккинен Линейные судьи: Даниэль Хинек Давис Зунде |
| | Голы:                                               | |                              | Судьи: Андрис Ансонс Ласси Хейккинен Линейные судьи: Даниэль Хинек Давис Зунде |
| Дилан Козенс (Э. Манджипани, К. Гуле – 06:34 Кайден Гуле (Д. Таварес, Бр. Хэйгел) – 09:21 Боуэн Байрэм (О. Зеллвегер) – 13:29 Джаред Макканн (М. Бантинг) – 22:57 Коннор Бедард (Д. Гюнтер, К. Парайко) – 29:32 Пьер-Люк Дюбуа (Бр. Хэйгел, О. Пауэр) – 37:56 Джон Таварес (П.Л. Дюбуа, К. Парайко) – 60:15 | 1:0 2:0 2:1 3:1 4:1 5:1 6:1 6:2 6:3 6:4 6:5 6:6 7:6 | 10:11 – Беньямин Нисснер (М. Хубер, Т. Раффль) 43:14 – Беньямин Баумгартнер (П. Шнайдер) 44:08 – Петер Шнайдер (Д. Цвергер, Б. Вольф) 50:41 – Доминик Цвергер (Т. Никль) 55:56 – Петер Шнайдер (Д. Цвергер, М. Росси) 59:11 – Марко Росси (EA) |                              | Судьи: Андрис Ансонс Ласси Хейккинен Линейные судьи: Даниэль Хинек Давис Зунде |
| |                                                     | |                              | Судьи: Андрис Ансонс Ласси Хейккинен Линейные судьи: Даниэль Хинек Давис Зунде |
| |                                                     | |                              | Судьи: Андрис Ансонс Ласси Хейккинен Линейные судьи: Даниэль Хинек Давис Зунде |
| |                                                     | |                              | Судьи: Андрис Ансонс Ласси Хейккинен Линейные судьи: Даниэль Хинек Давис Зунде |
| 4 мин | Штраф                                               | 4 мин |                              | Судьи: Андрис Ансонс Ласси Хейккинен Линейные судьи: Даниэль Хинек Давис Зунде |
| |                                                     | |                              |                                                                                |
| | 49                                                  | Броски | 21                           |                                                                                |

| 15 мая 2024 16:20 | Чехия | 7 : 4 (1:1, 2:1, 4:2) | Дания | O2 Арена, Прага Зрителей: 17 413 |

| Отчёт | Отчёт                                      | Отчёт | Отчёт                        | Отчёт                                                                           |
| --- | ------------------------------------------ | --- | ---------------------------- | ------------------------------------------------------------------------------- |
| |                                            | |                              |                                                                                 |
| | Лукаш Досталь — 00:00-60:00                | Вратари | 00:00-60:00 — Фредерик Дихов | Судьи: Томаш Хронски Андре Шрадер Линейные судьи: Кевин Бриганти Андерс Нюквист |
| | Голы:                                      | |                              | Судьи: Томаш Хронски Андре Шрадер Линейные судьи: Кевин Бриганти Андерс Нюквист |
| Ян Рутта (Д. Кампф) – 19:52 Якуб Флек (Я. Конделик, Д. Воженилек) – 22:50 Лукаш Седлак (О. Каше, Р. Червенка) – 24:29 Томаш Кундратек (Д. Томашек, Я. Крейчик) – 46:16 Доминик Кубалик (Д. Томашек, О. Палат) – 51:10 Матей Странский (Д. Кампф, Д. Воженилек) – 51:30 Ондржей Палат (М. Кемпни) – 53:08 | 0:1 :1 2:1 3:1 3:2 3:3 4:3 5:3 6:3 6:4 7:4 | 18:54 – Кристиан Вайсе (Й. Блихвельд, Ф. Браггиссер (бол.) 39:36 – Патрик Рассел (Н. Йенсен, Ф. Браггиссер) 44:43 – Оскар Фискер-Мёльгаар (М. Лауридсен, М. Лассен) 51:51 – Матиас Фром (Ф. Шеель, К. Вайсе) |                              | Судьи: Томаш Хронски Андре Шрадер Линейные судьи: Кевин Бриганти Андерс Нюквист |
| |                                            | |                              | Судьи: Томаш Хронски Андре Шрадер Линейные судьи: Кевин Бриганти Андерс Нюквист |
| |                                            | |                              | Судьи: Томаш Хронски Андре Шрадер Линейные судьи: Кевин Бриганти Андерс Нюквист |
| |                                            | |                              | Судьи: Томаш Хронски Андре Шрадер Линейные судьи: Кевин Бриганти Андерс Нюквист |
| 6 мин | Штраф                                      | 6 мин |                              | Судьи: Томаш Хронски Андре Шрадер Линейные судьи: Кевин Бриганти Андерс Нюквист |
| |                                            | |                              |                                                                                 |
| | 39                                         | Броски | 18                           |                                                                                 |

| 15 мая 2024 20:20 | Швейцария | 3 : 0 (2:0, 1:0, 0:0) | Великобритания | O2 Арена, Прага Зрителей: 15 239 |

| Отчёт | Отчёт                    | Отчёт   | Отчёт                       | Отчёт                                                                            |
| --- | ------------------------ | ------- | --------------------------- | -------------------------------------------------------------------------------- |
| |                          |         |                             |                                                                                  |
| | Акира Шмид — 00:00-60:00 | Вратари | 00:00-60:00 — Джексон Уистл | Судьи: Андрис Ансонс Ласси Хейккинен Линейные судьи: Тим Хеффнер Людвиг Лундгрен |
| | Голы:                    |         |                             | Судьи: Андрис Ансонс Ласси Хейккинен Линейные судьи: Тим Хеффнер Людвиг Лундгрен |
| Нико Хишир (Р. Йоси, К. Фиала) – 03:48 Дин Кукан (Й. Зигенталер, Ф. Герцог) – 13:36 Нино Нидеррайтер (К. Фиала, Р. Йоси) (бол.) – 38:36 | 1:0 2:0 3:0              |         |                             | Судьи: Андрис Ансонс Ласси Хейккинен Линейные судьи: Тим Хеффнер Людвиг Лундгрен |
| |                          |         |                             | Судьи: Андрис Ансонс Ласси Хейккинен Линейные судьи: Тим Хеффнер Людвиг Лундгрен |
| |                          |         |                             | Судьи: Андрис Ансонс Ласси Хейккинен Линейные судьи: Тим Хеффнер Людвиг Лундгрен |
| |                          |         |                             | Судьи: Андрис Ансонс Ласси Хейккинен Линейные судьи: Тим Хеффнер Людвиг Лундгрен |
| 10 мин | Штраф                    | 10 мин  |                             | Судьи: Андрис Ансонс Ласси Хейккинен Линейные судьи: Тим Хеффнер Людвиг Лундгрен |
| |                          |         |                             |                                                                                  |
| | 30                       | Броски  | 15                          |                                                                                  |

| 16 мая 2024 16:20 | Финляндия | 2 : 3 (2:0, 0:1, 0:2) | Австрия | O2 Арена, Прага Зрителей: 15 387 |

| Отчёт                                                                                                 | Отчёт                      | Отчёт | Отчёт                       | Отчёт                                                                             |
| --- | -------------------------- | --- | --------------------------- | --------------------------------------------------------------------------------- |
| |                            | |                             |                                                                                   |
| | Харри Сятери — 00:00-60:00 | Вратари | 00:00-60:00 — Давид Киккерт | Судьи: Тобиас Бьёрк Михаэль Черриг Линейные судьи: Таррингтон Вионзек Давис Зунде |
| | Голы:                      | |                             | Судьи: Тобиас Бьёрк Михаэль Черриг Линейные судьи: Таррингтон Вионзек Давис Зунде |
| Саку Мяэналанен (И. Пакаринен, В.М. Виттасмяки) – 02:51 Оливер Капанен (Ю. Рийкола, О. Каски) – 08:06 | 1:0 2:0 2:1 2:2 2:3        | 23:36 – Марио Хубер (Т. Раффль, Б. Нисснер) 49:51 – Тимо Никль (Б. Нисснер, М. Хубер) 59:59 – Беньямин Баумгартнер (Л. Хаудум, М. Ганаль) |                             | Судьи: Тобиас Бьёрк Михаэль Черриг Линейные судьи: Таррингтон Вионзек Давис Зунде |
| |                            | |                             | Судьи: Тобиас Бьёрк Михаэль Черриг Линейные судьи: Таррингтон Вионзек Давис Зунде |
| |                            | |                             | Судьи: Тобиас Бьёрк Михаэль Черриг Линейные судьи: Таррингтон Вионзек Давис Зунде |
| |                            | |                             | Судьи: Тобиас Бьёрк Михаэль Черриг Линейные судьи: Таррингтон Вионзек Давис Зунде |
| 6 мин                                                                                                 | Штраф                      | 6 мин |                             | Судьи: Тобиас Бьёрк Михаэль Черриг Линейные судьи: Таррингтон Вионзек Давис Зунде |
| |                            | |                             |                                                                                   |
| | 32                         | Броски | 20                          |                                                                                   |

| 16 мая 2024 20:20 | Канада | 4 : 1 (1:0, 1:0, 2:1) | Норвегия | O2 Арена, Прага Зрителей: 16 418 |

| Отчёт | Отчёт                   | Отчёт                                          | Отчёт                          | Отчёт                                                                              |
| --- | ----------------------- | ---------------------------------------------- | ------------------------------ | ---------------------------------------------------------------------------------- |
| |                         |                                                |                                |                                                                                    |
| | Нико Доус — 00:00-60:00 | Вратари                                        | 00:00-60:00 — Хенрик Хаукеланд | Судьи: Микко Каукокари Андре Шрадер Линейные судьи: Даниэль Хинек Лаури Никулайнен |
| | Голы:                   |                                                |                                | Судьи: Микко Каукокари Андре Шрадер Линейные судьи: Даниэль Хинек Лаури Никулайнен |
| Брэндон Танев (К. Гуле, Д. Макбейн) – 11:50 Эндрю Манджипани (Б. Байрэм, Дж. Олексяк) – 22:16 Дилан Козенс (SH) – 46:37 Джаред Макканн (Н. Доус) (EN) – 58:30 | 1:0 2:0 2:1 3:1 4:1     | 42:47 – Стиан Сольберг (Э. Сальстен, Н. Стеен) |                                | Судьи: Микко Каукокари Андре Шрадер Линейные судьи: Даниэль Хинек Лаури Никулайнен |
| |                         |                                                |                                | Судьи: Микко Каукокари Андре Шрадер Линейные судьи: Даниэль Хинек Лаури Никулайнен |
| |                         |                                                |                                | Судьи: Микко Каукокари Андре Шрадер Линейные судьи: Даниэль Хинек Лаури Никулайнен |
| |                         |                                                |                                | Судьи: Микко Каукокари Андре Шрадер Линейные судьи: Даниэль Хинек Лаури Никулайнен |
| 6 мин | Штраф                   | 6 мин                                          |                                | Судьи: Микко Каукокари Андре Шрадер Линейные судьи: Даниэль Хинек Лаури Никулайнен |
| |                         |                                                |                                |                                                                                    |
| | 33                      | Броски                                         | 6                              |                                                                                    |

| 17 мая 2024 16:20 | Великобритания | 3 : 4 (2:2, 1:1, 0:1) | Дания | O2 Арена, Прага Зрителей: 16 277 |

| Отчёт | Отчёт                       | Отчёт | Отчёт                        | Отчёт                                                                                |
| --- | --------------------------- | --- | ---------------------------- | ------------------------------------------------------------------------------------ |
| |                             | |                              |                                                                                      |
| | Джексон Уистл — 00:00-60:00 | Вратари | 00:00-60:00 — Фредерик Дихов | Судьи: Тобиас Бьёрк Шон МакФерлейн Линейные судьи: Кевин Бриганти Таррингтон Вионзек |
| | Голы:                       | |                              | Судьи: Тобиас Бьёрк Шон МакФерлейн Линейные судьи: Кевин Бриганти Таррингтон Вионзек |
| Лиам Кирк (Дж. Кёрран, Сэм Руопп) – 05:25 Кейд Нейлсон (Э. Моузи, Б. Лейк) – 10:34 Натанаэль Халберт (Роб. Лахович, Бр. Перлини) – 38:34 | 1:0 1:1 1:2 :2 2:3 :3 3:4   | 06:26 – Миккель Огор (О. Фискер-Мёльгаар, Н. Олесен) 08:25 – Филлип Браггиссер (Н. Олесен, К. Вайсе) (бол.) 21:42 – Миккель Огор (Н. Олесен, О. Фискер-Мёльгаар) 52:01 – Кристиан Вайсе (Й. Блихвельд, Ф. Браггиссер) (бол.) |                              | Судьи: Тобиас Бьёрк Шон МакФерлейн Линейные судьи: Кевин Бриганти Таррингтон Вионзек |
| |                             | |                              | Судьи: Тобиас Бьёрк Шон МакФерлейн Линейные судьи: Кевин Бриганти Таррингтон Вионзек |
| |                             | |                              | Судьи: Тобиас Бьёрк Шон МакФерлейн Линейные судьи: Кевин Бриганти Таррингтон Вионзек |
| |                             | |                              | Судьи: Тобиас Бьёрк Шон МакФерлейн Линейные судьи: Кевин Бриганти Таррингтон Вионзек |
| 14 мин | Штраф                       | 12 мин |                              | Судьи: Тобиас Бьёрк Шон МакФерлейн Линейные судьи: Кевин Бриганти Таррингтон Вионзек |
| |                             | |                              |                                                                                      |
| | 31                          | Броски | 28                           |                                                                                      |

| 17 мая 2024 20:20 | Чехия | 4 : 0 (1:0, 2:0, 1:0) | Австрия | O2 Арена, Прага Зрителей: 17 413 |

| Отчёт | Отчёт                     | Отчёт   | Отчёт                        | Отчёт                                                                               |
| --- | ------------------------- | ------- | ---------------------------- | ----------------------------------------------------------------------------------- |
| |                           |         |                              |                                                                                     |
| | Петр Мразек — 00:00-60:00 | Вратари | 00:00-60:00 — Давид Мадленер | Судьи: Ласси Хейккинен Микко Каукокари Линейные судьи: Тим Хеффнер Лаури Никулайнен |
| | Голы:                     |         |                              | Судьи: Ласси Хейккинен Микко Каукокари Линейные судьи: Тим Хеффнер Лаури Никулайнен |
| Ондржей Каше (PS) – 19:32 Доминик Кубалик (Д. Томашек, Д. Шпачек) (бол.) – 35:49 Якуб Флек (М. Странский) (бол.) – 36:53 Давид Томашек (О. Палат, Д. Кубалик) – 41:31 | 1:0 2:0 3:0 4:0           |         |                              | Судьи: Ласси Хейккинен Микко Каукокари Линейные судьи: Тим Хеффнер Лаури Никулайнен |
| |                           |         |                              | Судьи: Ласси Хейккинен Микко Каукокари Линейные судьи: Тим Хеффнер Лаури Никулайнен |
| |                           |         |                              | Судьи: Ласси Хейккинен Микко Каукокари Линейные судьи: Тим Хеффнер Лаури Никулайнен |
| |                           |         |                              | Судьи: Ласси Хейккинен Микко Каукокари Линейные судьи: Тим Хеффнер Лаури Никулайнен |
| 6 мин | Штраф                     | 6 мин   |                              | Судьи: Ласси Хейккинен Микко Каукокари Линейные судьи: Тим Хеффнер Лаури Никулайнен |
| |                           |         |                              |                                                                                     |
| | 30                        | Броски  | 21                           |                                                                                     |

| 18 мая 2024 12:20 | Дания | 0 : 8 (0:2, 0:3, 0:3) | Швейцария | O2 Арена, Прага Зрителей: 17 225 |

| Отчёт  | Отчёт                                                      | Отчёт   | Отчёт                          | Отчёт                                                                             |
| ------ | ---------------------------------------------------------- | ------- | ------------------------------ | --------------------------------------------------------------------------------- |
|        |                                                            |         |                                |                                                                                   |
|        | Фредерик Дихов — 00:00-40:00 Матиас Сельдруп — 40:00-60:00 | Вратари | 00:00-60:00 — Леонардо Дженони | Судьи: Ян Грибик Микко Каукокари Линейные судьи: Даниэль Хинек Таррингтон Вионзек |
|        |                                                            |         |                                | Судьи: Ян Грибик Микко Каукокари Линейные судьи: Даниэль Хинек Таррингтон Вионзек |
|        |                                                            |         |                                | Судьи: Ян Грибик Микко Каукокари Линейные судьи: Даниэль Хинек Таррингтон Вионзек |
|        |                                                            |         |                                | Судьи: Ян Грибик Микко Каукокари Линейные судьи: Даниэль Хинек Таррингтон Вионзек |
|        |                                                            |         |                                | Судьи: Ян Грибик Микко Каукокари Линейные судьи: Даниэль Хинек Таррингтон Вионзек |
|        |                                                            |         |                                | Судьи: Ян Грибик Микко Каукокари Линейные судьи: Даниэль Хинек Таррингтон Вионзек |
| 10 мин | Штраф                                                      | 4 мин   |                                | Судьи: Ян Грибик Микко Каукокари Линейные судьи: Даниэль Хинек Таррингтон Вионзек |
|        |                                                            |         |                                |                                                                                   |
|        | 17                                                         | Броски  | 29                             |                                                                                   |

| 18 мая 2024 16:20 | Канада | 5 : 3 (2:2, 1:1, 2:0) | Финляндия | O2 Арена, Прага Зрителей: 17 303 |

| Отчёт  | Отчёт                            | Отчёт   | Отчёт                      | Отчёт                                                                          |
| ------ | -------------------------------- | ------- | -------------------------- | ------------------------------------------------------------------------------ |
|        |                                  |         |                            |                                                                                |
|        | Джордан Биннингтон — 00:00-60:00 | Вратари | 00:00-60:00 — Харри Сятери | Судьи: Шон МакФерлейн Андре Шрадер Линейные судьи: Эмиль Юлетюйнен Давис Зунде |
|        |                                  |         |                            | Судьи: Шон МакФерлейн Андре Шрадер Линейные судьи: Эмиль Юлетюйнен Давис Зунде |
|        |                                  |         |                            | Судьи: Шон МакФерлейн Андре Шрадер Линейные судьи: Эмиль Юлетюйнен Давис Зунде |
|        |                                  |         |                            | Судьи: Шон МакФерлейн Андре Шрадер Линейные судьи: Эмиль Юлетюйнен Давис Зунде |
|        |                                  |         |                            | Судьи: Шон МакФерлейн Андре Шрадер Линейные судьи: Эмиль Юлетюйнен Давис Зунде |
|        |                                  |         |                            | Судьи: Шон МакФерлейн Андре Шрадер Линейные судьи: Эмиль Юлетюйнен Давис Зунде |
| 31 мин | Штраф                            | 8 мин   |                            | Судьи: Шон МакФерлейн Андре Шрадер Линейные судьи: Эмиль Юлетюйнен Давис Зунде |
|        |                                  |         |                            |                                                                                |
|        | 22                               | Броски  | 32                         |                                                                                |

| 18 мая 2024 20:20 | Чехия | 4 : 1 (2:0, 2:1, 0:0) | Великобритания | O2 Арена, Прага Зрителей: 17 413 |

| Отчёт  | Отчёт                       | Отчёт   | Отчёт                   | Отчёт                                                                       |
| ------ | --------------------------- | ------- | ----------------------- | --------------------------------------------------------------------------- |
|        |                             |         |                         |                                                                             |
|        | Лукаш Досталь — 00:00-60:00 | Вратари | 00:00-60:00 — Бен Боунс | Судьи: Марк Пирс Михаэль Черриг Линейные судьи: Дарио Фукс Лаури Никулайнен |
|        |                             |         |                         | Судьи: Марк Пирс Михаэль Черриг Линейные судьи: Дарио Фукс Лаури Никулайнен |
|        |                             |         |                         | Судьи: Марк Пирс Михаэль Черриг Линейные судьи: Дарио Фукс Лаури Никулайнен |
|        |                             |         |                         | Судьи: Марк Пирс Михаэль Черриг Линейные судьи: Дарио Фукс Лаури Никулайнен |
|        |                             |         |                         | Судьи: Марк Пирс Михаэль Черриг Линейные судьи: Дарио Фукс Лаури Никулайнен |
|        |                             |         |                         | Судьи: Марк Пирс Михаэль Черриг Линейные судьи: Дарио Фукс Лаури Никулайнен |
| 10 мин | Штраф                       | 4 мин   |                         | Судьи: Марк Пирс Михаэль Черриг Линейные судьи: Дарио Фукс Лаури Никулайнен |
|        |                             |         |                         |                                                                             |
|        | 45                          | Броски  | 15                      |                                                                             |

| 19 мая 2024 16:20 | Норвегия | 1 : 4 (0:0, 0:3, 1:1) | Австрия | O2 Арена, Прага Зрителей: 16 565 |

| Отчёт                                     | Отчёт               | Отчёт | Отчёт         | Отчёт                                                                         |
| ----------------------------------------- | ------------------- | --- | ------------- | ----------------------------------------------------------------------------- |
|                                           |                     | |               |                                                                               |
|                                           | Хенрик Хёукеланн    | Вратари | Давид Киккерт | Судьи: Тобиас Бьёрк Михаэль Черриг Линейные судьи: Дарио Фухс Эмиль Юлетюйнен |
|                                           | Голы:               | |               | Судьи: Тобиас Бьёрк Михаэль Черриг Линейные судьи: Дарио Фухс Эмиль Юлетюйнен |
| Саннер Энгебротен (М. Цуккарелло) — 53:04 | 0:1 0:2 0:3 1:3 1:4 | 28:14 — Петер Шнайдер (Д. Хайнрих, М. Росси) (бол.) 28:54 — Доминик Цвергер (П. Шнайдер, М. Росси) 33:53 — Петер Шнайдер (М. Росси, Нико Бруннер) 57:24 — Марио Хубер (Д. Цвергер) (п. в.) |               | Судьи: Тобиас Бьёрк Михаэль Черриг Линейные судьи: Дарио Фухс Эмиль Юлетюйнен |
|                                           |                     | |               | Судьи: Тобиас Бьёрк Михаэль Черриг Линейные судьи: Дарио Фухс Эмиль Юлетюйнен |
|                                           |                     | |               | Судьи: Тобиас Бьёрк Михаэль Черриг Линейные судьи: Дарио Фухс Эмиль Юлетюйнен |
|                                           |                     | |               | Судьи: Тобиас Бьёрк Михаэль Черриг Линейные судьи: Дарио Фухс Эмиль Юлетюйнен |
| 12 (4+8+0) мин                            | Штраф               | 10 (2+8+0) мин |               | Судьи: Тобиас Бьёрк Михаэль Черриг Линейные судьи: Дарио Фухс Эмиль Юлетюйнен |
|                                           |                     | |               |                                                                               |
|                                           | 27 (6+9+12)         | Броски | 27 (9+10+8)   |                                                                               |

| 19 мая 2024 20:20 | Швейцария | 2 : 3 (1:1, 1:2, 0:0) | Канада | O2 Арена, Прага Зрителей: 17 268 |

| Отчёт                                                                                      | Отчёт              | Отчёт | Отчёт       | Отчёт                                                                           |
| ------------------------------------------------------------------------------------------ | ------------------ | --- | ----------- | ------------------------------------------------------------------------------- |
|                                                                                            |                    | |             |                                                                                 |
|                                                                                            |                    | |             | Судьи: Ласси Хейккинен Ян Грбик Линейные судьи: Кевин Бриганти Лаури Никулайнен |
|                                                                                            | Голы:              | |             |                                                                                 |
| Кевин Фиала (Н. Хишир, Р. Йоси) (бол.) — 11:15 Ромен Лёффель (К. Тюркауф, М. Фора) — 25:03 | 0:1 :1 2:1 2:2 2:3 | 01:42 — Дилан Козенс (Д. Таварес, Э. Манджипани) (бол.) 28:46 — Дилан Козенс (Э. Манджипани, Д. Таварес) (бол.) 30:39 — Ник Пол (Э. Манджипани, Д. Козенс) (бол.) |             |                                                                                 |
|                                                                                            |                    | |             |                                                                                 |
|                                                                                            |                    | |             |                                                                                 |
|                                                                                            |                    | |             |                                                                                 |
| 31 (2+27+2) мин                                                                            | Штраф              | 12 (2+6+4) мин |             |                                                                                 |
|                                                                                            |                    | |             |                                                                                 |
|                                                                                            | 22 (9+7+6)         | Броски | 23 (6+11+6) |                                                                                 |

| 20 мая 2024 16:20 | Великобритания | 2 : 5 (0:3, 1:1, 1;1) | Норвегия | O2 Арена, Прага Зрителей: 13 679 |

| Отчёт | Отчёт | Отчёт | Отчёт | Отчёт |
| ----- | ----- | ----- | ----- | ----- |
|       |       |       |       |       |
|       |       |       |       |       |
|       |       |       |       |       |
|       |       |       |       |       |
|       |       |       |       |       |
|       |       |       |       |       |
|       |       |       |       |       |
|       |       |       |       |       |
|       |       |       |       |       |

| 20 мая 2024 20:20 | Финляндия | 3 : 1 (0:0, 0:0, 3:1) | Дания | O2 Арена, Прага Зрителей: 16 251 |

| Отчёт | Отчёт | Отчёт | Отчёт | Отчёт |
| ----- | ----- | ----- | ----- | ----- |
|       |       |       |       |       |
|       |       |       |       |       |
|       |       |       |       |       |
|       |       |       |       |       |
|       |       |       |       |       |
|       |       |       |       |       |
|       |       |       |       |       |
|       |       |       |       |       |
|       |       |       |       |       |

| 21 мая 2024 12:20 | Австрия | 2 : 4 (0:0, 1:1, 1:3) | Великобритания | O2 Арена, Прага Зрителей: 16 306 |

| Отчёт | Отчёт | Отчёт | Отчёт | Отчёт |
| ----- | ----- | ----- | ----- | ----- |
|       |       |       |       |       |
|       |       |       |       |       |
|       |       |       |       |       |
|       |       |       |       |       |
|       |       |       |       |       |
|       |       |       |       |       |
|       |       |       |       |       |
|       |       |       |       |       |
|       |       |       |       |       |

| 21 мая 2024 16:20 | Канада | 4 : 3 (0:0, 0:0, 3:3, 1:0) | Чехия | O2 Арена, Прага Зрителей: 17 413 |

| Отчёт | Отчёт | Отчёт | Отчёт | Отчёт |
| ----- | ----- | ----- | ----- | ----- |
|       |       |       |       |       |
|       |       |       |       |       |
|       |       |       |       |       |
|       |       |       |       |       |
|       |       |       |       |       |
|       |       |       |       |       |
|       |       |       |       |       |
|       |       |       |       |       |
|       |       |       |       |       |

| 21 мая 2024 20:20 | Финляндия | 1 : 3 (0:0, 1:2, 0:1) | Швейцария | O2 Арена, Прага Зрителей: 17 118 |

| Отчёт           | Отчёт           | Отчёт                                                                       | Отчёт        | Отчёт                              |
| --------------- | --------------- | --------------------------------------------------------------------------- | ------------ | ---------------------------------- |
|                 |                 |                                                                             |              |                                    |
|                 | Харри Сятери    | Вратари                                                                     | Акира Шмид   | Судьи: Майкл Кэмпбелл Мартин Франо |
|                 | Голы:           |                                                                             |              | Судьи: Майкл Кэмпбелл Мартин Франо |
| 37:51           | 0:1 0:2 1:2 1:3 | 25:14 — Кевин Фиала (Р. Лёффель) 27:26 56:33 — Кевин Фиала (Н. Нидеррайтер) |              | Судьи: Майкл Кэмпбелл Мартин Франо |
|                 |                 |                                                                             |              | Судьи: Майкл Кэмпбелл Мартин Франо |
|                 |                 |                                                                             |              | Судьи: Майкл Кэмпбелл Мартин Франо |
|                 |                 |                                                                             |              | Судьи: Майкл Кэмпбелл Мартин Франо |
| 29 (4+0+25) мин | Штраф           | 4 (0+2+2) мин                                                               |              | Судьи: Майкл Кэмпбелл Мартин Франо |
|                 |                 |                                                                             |              |                                    |
|                 | 16 (6+4+6)      | Броски                                                                      | 26 (11+10+5) |                                    |

#### Видео
| Видео                      | Видео                      | Видео                  |
| -------------------------- | -------------------------- | ---------------------- |
| Швейцария — Норвегия       | Чехия — Финляндия          |                        |
| Великобритания — Канада    | Австрия — Дания            | Норвегия — Чехия       |
| Финляндия — Великобритания | Дания — Канада             | Австрия — Швейцария    |
| Норвегия — Финляндия       | Швейцария — Чехия          |                        |
| Дания — Норвегия           | Канада — Австрия           |                        |
| Чехия — Дания              | Швейцария — Великобритания |                        |
| Финляндия — Австрия        | Канада — Норвегия          |                        |
| Великобритания — Дания     | Чехия — Австрия            |                        |
| Дания — Швейцария          | Канада — Финляндия         | Чехия — Великобритания |
| Норвегия — Австрия         | Швейцария — Канада         |                        |
| Великобритания — Норвегия  | Финляндия — Дания          |                        |
| Австрия — Великобритания   | Канада — Чехия             | Финляндия — Швейцария  |

### Группа B (Острава)

#### Таблица
| М | Сборная   | И | В | ВО | ПО | П | ШЗ | ШП | РШ  | О  |
| - | --------- | - | - | -- | -- | - | -- | -- | --- | -- |
| 1 | Швеция    | 7 | 7 | 0  | 0  | 0 | 34 | 9  | +25 | 21 |
| 2 | США       | 7 | 5 | 0  | 1  | 1 | 37 | 16 | +21 | 16 |
| 3 | Германия  | 7 | 5 | 0  | 0  | 2 | 34 | 24 | +10 | 15 |
| 4 | Словакия  | 7 | 3 | 1  | 1  | 2 | 26 | 23 | +3  | 12 |
| 5 | Латвия    | 7 | 1 | 3  | 0  | 3 | 19 | 29 | -10 | 9  |
| 6 | Казахстан | 7 | 2 | 0  | 0  | 5 | 12 | 31 | -19 | 6  |
| 7 | Франция   | 7 | 1 | 0  | 1  | 5 | 13 | 26 | -13 | 4  |
| 8 | Польша    | 7 | 0 | 0  | 1  | 6 | 11 | 29 | -18 | 1  |

#### Результаты
| 10 мая 2024 16:20 | Словакия | 4 : 6 (0:0, 2:3, 2:3) | Германия | Ostravar Арена, Острава Зрителей: 9109 |

| Отчёт | Отчёт                                   | Отчёт | Отчёт                         | Отчёт                                                                       |
| --- | --------------------------------------- | --- | ----------------------------- | --------------------------------------------------------------------------- |
| |                                         | |                               |                                                                             |
| | Станислав Шкорванек — 00:00-60:00       | Вратари | 00:00-60:00 — Филипп Грубауэр | Судьи: Ласси Хейккинен Марк Пирс Линейные судьи: Кевин Бриганти Давис Зунде |
| | Голы:                                   | |                               | Судьи: Ласси Хейккинен Марк Пирс Линейные судьи: Кевин Бриганти Давис Зунде |
| Марек Гривик (П. Цегларик, Ю. Слафковский) — 36:06 Мартин Фегервари (М. Поспишил) — 38:09 Либор Гудачек (Ю. Слафковский, М. Гривик) — 54:13 Матуш Сукель (М. Келемен, П. Регенда) — 59:45 | 0:1 0:2 1:2 2:2 2:3 2:4 3:4 3:5 3:6 4:6 | 29:46 — Доминик Кахун (Я. Элиц, Л. Пфёдерль) (бол.) 32:31 — Йонас Мюллер (М. Михаэлис, П. Туоми) (бол.) 39:31 — Лукас Кельбле 44:27 — Марк Михаэлис (Л. Пфёдерль, Я. Элиц) 56:02 — Леонхард Пфёдерль (Я. Элиц, Й. Мюллер) 58:55 — Тобиас Эдер (EN) |                               | Судьи: Ласси Хейккинен Марк Пирс Линейные судьи: Кевин Бриганти Давис Зунде |
| |                                         | |                               | Судьи: Ласси Хейккинен Марк Пирс Линейные судьи: Кевин Бриганти Давис Зунде |
| |                                         | |                               | Судьи: Ласси Хейккинен Марк Пирс Линейные судьи: Кевин Бриганти Давис Зунде |
| |                                         | |                               | Судьи: Ласси Хейккинен Марк Пирс Линейные судьи: Кевин Бриганти Давис Зунде |
| 14 мин | Штраф                                   | 8 мин |                               | Судьи: Ласси Хейккинен Марк Пирс Линейные судьи: Кевин Бриганти Давис Зунде |
| |                                         | |                               |                                                                             |
| | 39                                      | Броски | 22                            |                                                                             |

| 10 мая 2024 20:20 | Швеция | 5 : 2 (1:0, 2:1, 2:1) | США | Ostravar Арена, Острава Зрителей: 9109 |

| Отчёт | Отчёт                          | Отчёт                                                                                 | Отчёт                     | Отчёт                                                                   |
| --- | ------------------------------ | ------------------------------------------------------------------------------------- | ------------------------- | ----------------------------------------------------------------------- |
| |                                |                                                                                       |                           |                                                                         |
| | Филип Густавссон — 00:00-60:00 | Вратари                                                                               | 00:00-60:00 — Алекс Лайон | Судьи: Мартин Франьо Ян Грибик Линейные судьи: Иржи Ондарчек Йозеф Шпур |
| | Голы:                          |                                                                                       |                           | Судьи: Мартин Франьо Ян Грибик Линейные судьи: Иржи Ондарчек Йозеф Шпур |
| Юэль Эрикссон Эк (Т. Хеед, М. Юханссон) (EA) — 08:20 Лукас Рэймонд (В. Хедман, Ю. Эрикссон Эк) — 23:45 Маркус Юханссон (П. Хольмберг, М. Петтерссон) — 36:39 Виктор Хедман (П. Хольмберг, А. Кемпе) (SH) (EN) — 59:01 Юэль Эрикссон Эк (Й. Фрёден) (EN) — 59:54 | 1:0 2:0 2:1 3:1 3:2 4:2 5:2    | 32:32 — Зак Веренски (С. Джонс, М. Болди) 43:43 — Брок Нельсон (Дж. Годро, А. Влашич) |                           | Судьи: Мартин Франьо Ян Грибик Линейные судьи: Иржи Ондарчек Йозеф Шпур |
| |                                |                                                                                       |                           | Судьи: Мартин Франьо Ян Грибик Линейные судьи: Иржи Ондарчек Йозеф Шпур |
| |                                |                                                                                       |                           | Судьи: Мартин Франьо Ян Грибик Линейные судьи: Иржи Ондарчек Йозеф Шпур |
| |                                |                                                                                       |                           | Судьи: Мартин Франьо Ян Грибик Линейные судьи: Иржи Ондарчек Йозеф Шпур |
| 6 мин | Штраф                          | 0 мин                                                                                 |                           | Судьи: Мартин Франьо Ян Грибик Линейные судьи: Иржи Ондарчек Йозеф Шпур |
| |                                |                                                                                       |                           |                                                                         |
| | 38                             | Броски                                                                                | 30                        |                                                                         |

| 11 мая 2024 12:20 | Франция | 1 : 3 (1:2, 0:1, 0:0) | Казахстан | Ostravar Арена, Острава Зрителей: 9109 |

| Отчёт                                      | Отчёт                          | Отчёт | Отчёт                      | Отчёт                                                                       |
| ------------------------------------------ | ------------------------------ | --- | -------------------------- | --------------------------------------------------------------------------- |
|                                            |                                | |                            |                                                                             |
|                                            | Себастьян Юлёнен — 00:00-60:00 | Вратари | 00:00-60:00 — Андрей Шутов | Судьи: Майкл Кэмпбелл Михаэль Черриг Линейные судьи: Йозеф Шпур Давис Зунде |
|                                            | Голы:                          | |                            | Судьи: Майкл Кэмпбелл Михаэль Черриг Линейные судьи: Йозеф Шпур Давис Зунде |
| Энзо Кантагалло (Л. Будон, А. Реш) — 02:00 | 1:0 1:1 1:2 1:3                | 03:06 — Роман Старченко (Е. Рымарев) 07:30 — Максим Мухаметов (В. Орехов, К. Савицкий) (бол.) 37:47 — Кирилл Савицкий (С. Данияр) (SH) |                            | Судьи: Майкл Кэмпбелл Михаэль Черриг Линейные судьи: Йозеф Шпур Давис Зунде |
|                                            |                                | |                            | Судьи: Майкл Кэмпбелл Михаэль Черриг Линейные судьи: Йозеф Шпур Давис Зунде |
|                                            |                                | |                            | Судьи: Майкл Кэмпбелл Михаэль Черриг Линейные судьи: Йозеф Шпур Давис Зунде |
|                                            |                                | |                            | Судьи: Майкл Кэмпбелл Михаэль Черриг Линейные судьи: Йозеф Шпур Давис Зунде |
| 2 мин                                      | Штраф                          | 4 мин |                            | Судьи: Майкл Кэмпбелл Михаэль Черриг Линейные судьи: Йозеф Шпур Давис Зунде |
|                                            |                                | |                            |                                                                             |
|                                            | 29                             | Броски | 24                         |                                                                             |

| 11 мая 2024 16:20 | Польша | 4 : 5 (ОТ) (1:0, 1:1, 2:3, 0:1) | Латвия | Ostravar Арена, Острава Зрителей: 9109 |

| Отчёт | Отчёт                             | Отчёт | Отчёт                         | Отчёт                                                                    |
| --- | --------------------------------- | --- | ----------------------------- | ------------------------------------------------------------------------ |
| |                                   | |                               |                                                                          |
| | Джон Мюррей — 00:00-60:00         | Вратари | 00:00-60:00 — Элвис Мерзликин | Судьи: Ян Грибик Марк Пирс Линейные судьи: Дарио Фукс Таррингтон Вионзек |
| | Голы:                             | |                               | Судьи: Ян Грибик Марк Пирс Линейные судьи: Дарио Фукс Таррингтон Вионзек |
| Кшиштоф Мацяс (М. Михальски) — 15:29 Камил Валенга (М. Урбанович, П. Дроня) — 28:15 Кшиштоф Мацяс (К. Дзюбиньски) — 47:56 Матеуш Брык (М. Михальски) — 56:24 | 0:1 :1 2:1 2:2 3:2 3:3 3:4 :4 4:5 | 22:18 — Робертс Мамчичс (Р. Ансонс, М. Индрашис) 42:32 — Родриго Аболс (К. Даугавиньш) (SH) 52:25 — Каспарс Даугавиньш (Кр. Зиле, М. Дзиэркалс) 54:54 — Рихардс Букартс (Роб. Букартс, О. Батня) 63:29 — Каспарс Даугавиньш (Род. Аболс) |                               | Судьи: Ян Грибик Марк Пирс Линейные судьи: Дарио Фукс Таррингтон Вионзек |
| |                                   | |                               | Судьи: Ян Грибик Марк Пирс Линейные судьи: Дарио Фукс Таррингтон Вионзек |
| |                                   | |                               | Судьи: Ян Грибик Марк Пирс Линейные судьи: Дарио Фукс Таррингтон Вионзек |
| |                                   | |                               | Судьи: Ян Грибик Марк Пирс Линейные судьи: Дарио Фукс Таррингтон Вионзек |
| 4 мин | Штраф                             | 8 мин |                               | Судьи: Ян Грибик Марк Пирс Линейные судьи: Дарио Фукс Таррингтон Вионзек |
| |                                   | |                               |                                                                          |
| | 22                                | Броски | 37                            |                                                                          |

| 11 мая 2024 20:20 | США | 6 : 1 (2:0, 2:1, 2:0) | Германия | Ostravar Арена, Острава Зрителей: 9109 |

| Отчёт | Отчёт                                                 | Отчёт                                        | Отчёт                            | Отчёт                                                                                |
| --- | ----------------------------------------------------- | -------------------------------------------- | -------------------------------- | ------------------------------------------------------------------------------------ |
| |                                                       |                                              |                                  |                                                                                      |
| | Алекс Лайон — 00:00-23:27 Трей Августин — 23:27-60:00 | Вратари                                      | 00:00-60:00 — Матиас Нидербергер | Судьи: Тобиас Бьёрк Микко Каукокари Линейные судьи: Лаури Никулайнен Эмиль Юлетюйнен |
| | Голы:                                                 |                                              |                                  | Судьи: Тобиас Бьёрк Микко Каукокари Линейные судьи: Лаури Никулайнен Эмиль Юлетюйнен |
| Брэди Ткачук (М. Кессельринг, Р. Леонард) — 12:15 Майкл Кессельринг (Б. Нельсон, Дж. Годро) — 17:20 Джонни Годро (М. Болди, К. Кофилд) (бол.) — 32:23 Люк Хьюз (К. Кофилд, Ш. Пинто) — 39:57 Тревор Зеграс (Ш. Пинто) (бол.) — 50:09 Майки Эйссимонт (Л. Кунин, С. Джонс) — 52:28 | 1:0 2:0 3:0 3:1 4:1 5:1 6:1                           | 34:05 — Язин Элиц (Л. Пфёдерль, М. Михаэлис) |                                  | Судьи: Тобиас Бьёрк Микко Каукокари Линейные судьи: Лаури Никулайнен Эмиль Юлетюйнен |
| |                                                       |                                              |                                  | Судьи: Тобиас Бьёрк Микко Каукокари Линейные судьи: Лаури Никулайнен Эмиль Юлетюйнен |
| |                                                       |                                              |                                  | Судьи: Тобиас Бьёрк Микко Каукокари Линейные судьи: Лаури Никулайнен Эмиль Юлетюйнен |
| |                                                       |                                              |                                  | Судьи: Тобиас Бьёрк Микко Каукокари Линейные судьи: Лаури Никулайнен Эмиль Юлетюйнен |
| 2 мин | Штраф                                                 | 6 мин                                        |                                  | Судьи: Тобиас Бьёрк Микко Каукокари Линейные судьи: Лаури Никулайнен Эмиль Юлетюйнен |
| |                                                       |                                              |                                  |                                                                                      |
| | 43                                                    | Броски                                       | 26                               |                                                                                      |

| 12 мая 2024 12:20 | Словакия | 6 : 2 (3:0, 1:1, 2:1) | Казахстан | Ostravar Арена, Острава Зрителей: 9109 |

| Отчёт | Отчёт                             | Отчёт                                                                                                  | Отчёт                                                   | Отчёт                                                                          |
| --- | --------------------------------- | --- | ------------------------------------------------------- | ------------------------------------------------------------------------------ |
| |                                   | |                                                         |                                                                                |
| | Станислав Шкорванек — 00:00-60:00 | Вратари                                                                                                | 00:00-45:06 — Андрей Шутов 45:06-60:00 — Никита Бояркин | Судьи: Мартин Франьо Микко Каукокари Линейные судьи: Кевин Бриганти Дарио Фукс |
| | Голы:                             | |                                                         | Судьи: Мартин Франьо Микко Каукокари Линейные судьи: Кевин Бриганти Дарио Фукс |
| Мартин Поспишил (Ш. Немец, Ю. Слафковский) – 11:54 Мартин Фашко-Рудаш (П. Кох, М. Сукель) – 12:28 Матуш Сукель (М. Фашко-Рудаш, Ф. Гайдош) – 17:56 Либор Гудачек (PS) – 28:28 Мартин Поспишил (Л. Гудачек, Ш. Немец) – 41:18 Лукаш Цингел (Л. Гудачек) – 45:06 | 1:0 2:0 3:0 3:1 4:1 5:1 6:1 6:2   | 32:02 – Алихан Асетов (С. Данияр, М. Мухаметов) (EA) 51:05 – Алихан Омирбеков (Н. Михайлис, С. Данияр) |                                                         | Судьи: Мартин Франьо Микко Каукокари Линейные судьи: Кевин Бриганти Дарио Фукс |
| |                                   | |                                                         | Судьи: Мартин Франьо Микко Каукокари Линейные судьи: Кевин Бриганти Дарио Фукс |
| |                                   | |                                                         | Судьи: Мартин Франьо Микко Каукокари Линейные судьи: Кевин Бриганти Дарио Фукс |
| |                                   | |                                                         | Судьи: Мартин Франьо Микко Каукокари Линейные судьи: Кевин Бриганти Дарио Фукс |
| 10 мин | Штраф                             | 8 мин                                                                                                  |                                                         | Судьи: Мартин Франьо Микко Каукокари Линейные судьи: Кевин Бриганти Дарио Фукс |
| |                                   | |                                                         |                                                                                |
| | 42                                | Броски                                                                                                 | 16                                                      |                                                                                |

| 12 мая 2024 16:20 | Латвия | 3 : 2 (ОТ) (0:1, 0:0, 2:1, 1:0) | Франция | Ostravar Арена, Острава Зрителей: 8525 |

| Отчёт | Отчёт                         | Отчёт                                                                                           | Отчёт                      | Отчёт                                                                             |
| --- | ----------------------------- | ----------------------------------------------------------------------------------------------- | -------------------------- | --------------------------------------------------------------------------------- |
| |                               |                                                                                                 |                            |                                                                                   |
| | Элвис Мерзликин — 00:00-64:59 | Вратари                                                                                         | 00:00-64:59 — Жюльян Хунка | Судьи: Тобиас Бьёрк Ласси Хейккинен Линейные судьи: Иржи Ондарчек Эмиль Юлетюйнен |
| | Голы:                         |                                                                                                 |                            | Судьи: Тобиас Бьёрк Ласси Хейккинен Линейные судьи: Иржи Ондарчек Эмиль Юлетюйнен |
| Родриго Аболс (Р. Фрейбергс, М. Дзиэркалс) – 42:59 Робертс Букартс (К. Даугавиньш, Я. Якс) (бол.) – 51:48 Каспарс Даугавиньш – 64:59 | 0:1 :1 2:1 2:2 3:2            | 16:02 – Стефан Да Коста (Й. Овитю, Ш. Бертран) (бол.) 56:51 – Пьер-Эдуар Белльмар (С. Да Коста) |                            | Судьи: Тобиас Бьёрк Ласси Хейккинен Линейные судьи: Иржи Ондарчек Эмиль Юлетюйнен |
| |                               |                                                                                                 |                            | Судьи: Тобиас Бьёрк Ласси Хейккинен Линейные судьи: Иржи Ондарчек Эмиль Юлетюйнен |
| |                               |                                                                                                 |                            | Судьи: Тобиас Бьёрк Ласси Хейккинен Линейные судьи: Иржи Ондарчек Эмиль Юлетюйнен |
| |                               |                                                                                                 |                            | Судьи: Тобиас Бьёрк Ласси Хейккинен Линейные судьи: Иржи Ондарчек Эмиль Юлетюйнен |
| 29 мин | Штраф                         | 35 мин                                                                                          |                            | Судьи: Тобиас Бьёрк Ласси Хейккинен Линейные судьи: Иржи Ондарчек Эмиль Юлетюйнен |
| |                               |                                                                                                 |                            |                                                                                   |
| | 36                            | Броски                                                                                          | 29                         |                                                                                   |

| 12 мая 2024 20:20 | Швеция | 5 : 1 (2:0, 1:0, 2:1) | Польша | Ostravar Арена, Острава Зрителей: 8425 |

| Отчёт | Отчёт                          | Отчёт                 | Отчёт                         | Отчёт                                                                                    |
| --- | ------------------------------ | --------------------- | ----------------------------- | ---------------------------------------------------------------------------------------- |
| |                                |                       |                               |                                                                                          |
| | Филип Густавссон — 00:00-60:00 | Вратари               | 00:00-60:00 — Давид Заболотны | Судьи: Майкл Кэмпбелл Михаэль Черриг Линейные судьи: Лаури Никулайнен Таррингтон Вионзек |
| | Голы:                          |                       |                               | Судьи: Майкл Кэмпбелл Михаэль Черриг Линейные судьи: Лаури Никулайнен Таррингтон Вионзек |
| Маркус Юханссон (В. Хедман, Э. Карлссон) – 03:34 Лукас Рэймонд (А. Кемпе) – 06:17 Эрик Карлссон (А. Бураковски, М. Юханссон) – 32:31 Андре Бураковски (Р. Далин, В. Улофссон) (бол.) – 54:27 Эрик Карлссон (В. Хедман, Ф. Густавссон) (бол.) – 55:25 | 1:0 2:0 3:0 3:1 4:1 5:1        | 42:18 – Алан Лищарчик |                               | Судьи: Майкл Кэмпбелл Михаэль Черриг Линейные судьи: Лаури Никулайнен Таррингтон Вионзек |
| |                                |                       |                               | Судьи: Майкл Кэмпбелл Михаэль Черриг Линейные судьи: Лаури Никулайнен Таррингтон Вионзек |
| |                                |                       |                               | Судьи: Майкл Кэмпбелл Михаэль Черриг Линейные судьи: Лаури Никулайнен Таррингтон Вионзек |
| |                                |                       |                               | Судьи: Майкл Кэмпбелл Михаэль Черриг Линейные судьи: Лаури Никулайнен Таррингтон Вионзек |
| 4 мин | Штраф                          | 10 мин                |                               | Судьи: Майкл Кэмпбелл Михаэль Черриг Линейные судьи: Лаури Никулайнен Таррингтон Вионзек |
| |                                |                       |                               |                                                                                          |
| | 38                             | Броски                | 15                            |                                                                                          |

| 13 мая 2024 16:20 | США | 4 : 5 (ОТ) (0:2, 1:2, 3:0, 0:1) | Словакия | Ostravar Арена, Острава Зрителей: 9109 |

| Отчёт | Отчёт                                                       | Отчёт | Отчёт                        | Отчёт                                                                      |
| --- | ----------------------------------------------------------- | --- | ---------------------------- | -------------------------------------------------------------------------- |
| |                                                             | |                              |                                                                            |
| | Алекс Неделькович — 00:00-28:47 Трей Августин — 28:47-63:56 | Вратари | 00:00-63:56 — Самуэль Главай | Судьи: Майкл Кэмпбелл Марк Пирс Линейные судьи: Йозеф Шпур Эмиль Юлетюйнен |
| | Голы:                                                       | |                              | Судьи: Майкл Кэмпбелл Марк Пирс Линейные судьи: Йозеф Шпур Эмиль Юлетюйнен |
| Мэттью Болди (Л. Хьюз, Дж. Годро) – 24:48 Шейн Пинто (Д. Фараби, Т. Зеграс) – 44:32 Брэди Ткачук (Ш. Пинто) – 53:56 Люк Хьюз (Дж. Сандерсон) – 56:38 | 0:1 0:2 1:2 1:3 1:4 2:4 3:4 4:4 4:5                         | 03:17 – Милош Келемен (М. Сукель, А. Кудрна) 11:26 – Либор Гудачек (Т. Татар) 27:03 – Шимон Немец (М. Фегервари, М. Поспишил) 28:47 – Патрик Кох (М. Поспишил, М. Келемен) 63:56 – Милош Келемен (Ш. Немец, М. Поспишил) |                              | Судьи: Майкл Кэмпбелл Марк Пирс Линейные судьи: Йозеф Шпур Эмиль Юлетюйнен |
| |                                                             | |                              | Судьи: Майкл Кэмпбелл Марк Пирс Линейные судьи: Йозеф Шпур Эмиль Юлетюйнен |
| |                                                             | |                              | Судьи: Майкл Кэмпбелл Марк Пирс Линейные судьи: Йозеф Шпур Эмиль Юлетюйнен |
| |                                                             | |                              | Судьи: Майкл Кэмпбелл Марк Пирс Линейные судьи: Йозеф Шпур Эмиль Юлетюйнен |
| 8 мин | Штраф                                                       | 8 мин |                              | Судьи: Майкл Кэмпбелл Марк Пирс Линейные судьи: Йозеф Шпур Эмиль Юлетюйнен |
| |                                                             | |                              |                                                                            |
| | 43                                                          | Броски | 25                           |                                                                            |

| 13 мая 2024 20:20 | Германия | 1 : 6 (0:3, 0:2, 1:1) | Швеция | Ostravar Арена, Острава Зрителей: 8309 |

| Отчёт                                            | Отчёт                                                          | Отчёт | Отчёт                        | Отчёт                                                                            |
| ------------------------------------------------ | -------------------------------------------------------------- | --- | ---------------------------- | -------------------------------------------------------------------------------- |
|                                                  |                                                                | |                              |                                                                                  |
|                                                  | Филипп Грубауэр — 00:00-40:00 Матиас Нидербергер — 40:00-60:00 | Вратари | 00:00-60:00 — Самуэль Эрссон | Судьи: Ян Грибик Михаэль Черриг Линейные судьи: Иржи Ондарчек Таррингтон Вионзек |
|                                                  | Голы:                                                          | |                              | Судьи: Ян Грибик Михаэль Черриг Линейные судьи: Иржи Ондарчек Таррингтон Вионзек |
| Леонхард Пфёдерль (М. Михаэлис, Я. Элиц) – 47:38 | 0:1 0:2 0:3 0:4 0:5 1:5 1:6                                    | 02:54 – Эрик Карлссон (Й. Фрёден) 14:52 – Маркус Петтерссон (Т. Хеед, А. Бураковски) 19:57 – Виктор Улофссон (Р. Далин, А. Бураковски) (бол.) 24:31 – Карл Грундстрём (Р. Далин, Л. Юханссон) 29:22 – Андре Бураковски (П. Хольмберг, М. Юханссон) 51:08 – Исаак Лундестрём (Э. Карлссон, Л. Бенгтссон) |                              | Судьи: Ян Грибик Михаэль Черриг Линейные судьи: Иржи Ондарчек Таррингтон Вионзек |
|                                                  |                                                                | |                              | Судьи: Ян Грибик Михаэль Черриг Линейные судьи: Иржи Ондарчек Таррингтон Вионзек |
|                                                  |                                                                | |                              | Судьи: Ян Грибик Михаэль Черриг Линейные судьи: Иржи Ондарчек Таррингтон Вионзек |
|                                                  |                                                                | |                              | Судьи: Ян Грибик Михаэль Черриг Линейные судьи: Иржи Ондарчек Таррингтон Вионзек |
| 14 мин                                           | Штраф                                                          | 2 мин |                              | Судьи: Ян Грибик Михаэль Черриг Линейные судьи: Иржи Ондарчек Таррингтон Вионзек |
|                                                  |                                                                | |                              |                                                                                  |
|                                                  | 16                                                             | Броски | 46                           |                                                                                  |

| 14 мая 2024 16:20 | Казахстан | 0 : 2 (0:0, 0:2, 0:0) | Латвия | Ostravar Арена, Острава Зрителей: 7025 |

| Отчёт | Отчёт                      | Отчёт                                                         | Отчёт                             | Отчёт                                                                          |
| ----- | -------------------------- | ------------------------------------------------------------- | --------------------------------- | ------------------------------------------------------------------------------ |
|       |                            |                                                               |                                   |                                                                                |
|       | Андрей Шутов — 00:00-60:00 | Вратари                                                       | 00:00-60:00 — Кристерс Гудлевскис | Судьи: Тобиас Бьёрк Кристиан Викман Линейные судьи: Ник Бриганти Андреас Хофер |
|       | Голы:                      |                                                               |                                   | Судьи: Тобиас Бьёрк Кристиан Викман Линейные судьи: Ник Бриганти Андреас Хофер |
|       | 0:1 0:2                    | 31:48 – Робертс Букартс (О. Батня) 35:22 – Харальдс Эгле (EN) |                                   | Судьи: Тобиас Бьёрк Кристиан Викман Линейные судьи: Ник Бриганти Андреас Хофер |
|       |                            |                                                               |                                   | Судьи: Тобиас Бьёрк Кристиан Викман Линейные судьи: Ник Бриганти Андреас Хофер |
|       |                            |                                                               |                                   | Судьи: Тобиас Бьёрк Кристиан Викман Линейные судьи: Ник Бриганти Андреас Хофер |
|       |                            |                                                               |                                   | Судьи: Тобиас Бьёрк Кристиан Викман Линейные судьи: Ник Бриганти Андреас Хофер |
| 2 мин | Штраф                      | 8 мин                                                         |                                   | Судьи: Тобиас Бьёрк Кристиан Викман Линейные судьи: Ник Бриганти Андреас Хофер |
|       |                            |                                                               |                                   |                                                                                |
|       | 22                         | Броски                                                        | 26                                |                                                                                |

| 14 мая 2024 20:20 | Польша | 2 : 4 (0:2, 2:2, 0:0) | Франция | Ostravar Арена, Острава Зрителей: 6797 |

| Отчёт                                                                           | Отчёт                                               | Отчёт | Отчёт                          | Отчёт                                                                         |
| ------------------------------------------------------------------------------- | --------------------------------------------------- | --- | ------------------------------ | ----------------------------------------------------------------------------- |
|                                                                                 |                                                     | |                                |                                                                               |
|                                                                                 | Джон Мюррей — 00:00-26:07 Томаш Фучик — 26:07-60:00 | Вратари | 00:00-60:00 — Себастьян Юлёнен | Судьи: Рику Брандер Мартин Франьо Линейные судьи: Дарио Фукс Лаури Никулайнен |
|                                                                                 | Голы:                                               | |                                | Судьи: Рику Брандер Мартин Франьо Линейные судьи: Дарио Фукс Лаури Никулайнен |
| Доминик Пась (П. Зигмунт, К. Валенга) – 36:08 Бартош Фрашко (П. Вронка) – 37:39 | 0:1 0:2 0:3 0:4 1:4 2:4                             | 08:47 – Жюстин Аддамо (С. Трей, Уго Галле) 11:32 – Жюстин Аддамо (Й. Овитю, К. Бозон) 24:21 – Стефан Да Коста (Ф. Шакиашвили) (бол.) 27:46 – Пьер-Эдуар Белльмар (С. Да Коста, Й. Овитю) (бол.) |                                | Судьи: Рику Брандер Мартин Франьо Линейные судьи: Дарио Фукс Лаури Никулайнен |
|                                                                                 |                                                     | |                                | Судьи: Рику Брандер Мартин Франьо Линейные судьи: Дарио Фукс Лаури Никулайнен |
|                                                                                 |                                                     | |                                | Судьи: Рику Брандер Мартин Франьо Линейные судьи: Дарио Фукс Лаури Никулайнен |
|                                                                                 |                                                     | |                                | Судьи: Рику Брандер Мартин Франьо Линейные судьи: Дарио Фукс Лаури Никулайнен |
| 8 мин                                                                           | Штраф                                               | 8 мин |                                | Судьи: Рику Брандер Мартин Франьо Линейные судьи: Дарио Фукс Лаури Никулайнен |
|                                                                                 |                                                     | |                                |                                                                               |
|                                                                                 | 25                                                  | Броски | 32                             |                                                                               |

| 15 мая 2024 16:20 | Германия | 8 : 1 (2:0, 5:1, 1:0) | Латвия | Ostravar Арена, Острава Зрителей: 8652 |

| Отчёт | Отчёт                               | Отчёт                                 | Отчёт                                                           | Отчёт                                                                       |
| --- | ----------------------------------- | ------------------------------------- | --------------------------------------------------------------- | --------------------------------------------------------------------------- |
| |                                     |                                       |                                                                 |                                                                             |
| | Филипп Грубауэр — 00:00-60:00       | Вратари                               | 00:00-24:02 — Кристерс Гудлевскис 24:02-60:00 — Элвис Мерзликин | Судьи: Рику Брандер Майкл Кэмпбелл Линейные судьи: Иржи Ондарчек Йозеф Шпур |
| | Голы:                               |                                       |                                                                 | Судьи: Рику Брандер Майкл Кэмпбелл Линейные судьи: Иржи Ондарчек Йозеф Шпур |
| Доминик Кахун (Л. Кельбле, Ф. Тиффельс) – 05:27 Кай Виссманн (бол.) – 18:05 Леонхард Пфёдерль (Я. Элиц, Й. Мюллер) – 20:48 Паркер Туоми (М. Кастнер, К. Угбекиле) – 22:42 Джон-Джейсон Петерка (Л. Райхель, К. Виссманн) (бол.) – 25:37 Марк Михаэлис (Я. Элиц, Й. Мюллер) (бол.) – 30:54 Джон-Джейсон Петерка (В. Стаховяк, Л. Райхель) – 35:53 Нико Штурм – 44:28 | 1:0 2:0 3:0 4:0 5:0 6:0 7:0 7:1 8:1 | 39:02 – Маркус Комульс (М. Дзиэркалс) |                                                                 | Судьи: Рику Брандер Майкл Кэмпбелл Линейные судьи: Иржи Ондарчек Йозеф Шпур |
| |                                     |                                       |                                                                 | Судьи: Рику Брандер Майкл Кэмпбелл Линейные судьи: Иржи Ондарчек Йозеф Шпур |
| |                                     |                                       |                                                                 | Судьи: Рику Брандер Майкл Кэмпбелл Линейные судьи: Иржи Ондарчек Йозеф Шпур |
| |                                     |                                       |                                                                 | Судьи: Рику Брандер Майкл Кэмпбелл Линейные судьи: Иржи Ондарчек Йозеф Шпур |
| 6 мин | Штраф                               | 12 мин                                |                                                                 | Судьи: Рику Брандер Майкл Кэмпбелл Линейные судьи: Иржи Ондарчек Йозеф Шпур |
| |                                     |                                       |                                                                 |                                                                             |
| | 31                                  | Броски                                | 21                                                              |                                                                             |

| 15 мая 2024 20:20 | Словакия | 4 : 0 (2:0, 0:0, 2:0) | Польша | Ostravar Арена, Острава Зрителей: 9109 |

| Отчёт | Отчёт                        | Отчёт   | Отчёт                                                   | Отчёт                                                                   |
| --- | ---------------------------- | ------- | ------------------------------------------------------- | ----------------------------------------------------------------------- |
| |                              |         |                                                         |                                                                         |
| | Самуэль Главай — 00:00-60:00 | Вратари | 00:00-51:03 — Томаш Фучик 51:03-60:00 — Давид Заболотны | Судьи: Ян Грибик Марк Пирс Линейные судьи: Ник Бриганти Эмиль Юлетюйнен |
| | Голы:                        |         |                                                         | Судьи: Ян Грибик Марк Пирс Линейные судьи: Ник Бриганти Эмиль Юлетюйнен |
| Лукаш Цингел (Т. Татар, П. Кох) – 02:03 Томаш Татар (Ш. Немец, Л. Гудачек) – 11:46 Петер Цегларик (Ю. Слафковский) – 57:22 Лукаш Цингел (П. Кох, Т. Татар) – 57:34 | 1:0 2:0 3:0 4:0              |         |                                                         | Судьи: Ян Грибик Марк Пирс Линейные судьи: Ник Бриганти Эмиль Юлетюйнен |
| |                              |         |                                                         | Судьи: Ян Грибик Марк Пирс Линейные судьи: Ник Бриганти Эмиль Юлетюйнен |
| |                              |         |                                                         | Судьи: Ян Грибик Марк Пирс Линейные судьи: Ник Бриганти Эмиль Юлетюйнен |
| |                              |         |                                                         | Судьи: Ян Грибик Марк Пирс Линейные судьи: Ник Бриганти Эмиль Юлетюйнен |
| 6 мин | Штраф                        | 8 мин   |                                                         | Судьи: Ян Грибик Марк Пирс Линейные судьи: Ник Бриганти Эмиль Юлетюйнен |
| |                              |         |                                                         |                                                                         |
| | 44                           | Броски  | 20                                                      |                                                                         |

| 16 мая 2024 16:20 | Казахстан | 1 : 3 (0:1, 0:1, 1:1) | Швеция | Ostravar Арена, Острава Зрителей: 5378 |

| Отчёт                                             | Отчёт                        | Отчёт | Отчёт                        | Отчёт                                                                     |
| ------------------------------------------------- | ---------------------------- | --- | ---------------------------- | ------------------------------------------------------------------------- |
|                                                   |                              | |                              |                                                                           |
|                                                   | Никита Бояркин — 00:00-60:00 | Вратари | 00:00-60:00 — Самуэль Эрссон | Судьи: Мартин Франьо Марк Пирс Линейные судьи: Ник Бриганти Андреас Хофер |
|                                                   | Голы:                        | |                              | Судьи: Мартин Франьо Марк Пирс Линейные судьи: Ник Бриганти Андреас Хофер |
| Адиль Бекетаев (Е. Рымарев, Р. Старченко) – 45:36 | 0:1 0:2 0:3 1:3              | 10:20 – Маркус Юханссон (А. Бураковски, Ю. Бродин) 35:08 – Линус Юханссон (Й. Фрёден, М. Петтерссон) (SH) 41:51 – Фабиан Зеттерлунд (И. Лундестрём) |                              | Судьи: Мартин Франьо Марк Пирс Линейные судьи: Ник Бриганти Андреас Хофер |
|                                                   |                              | |                              | Судьи: Мартин Франьо Марк Пирс Линейные судьи: Ник Бриганти Андреас Хофер |
|                                                   |                              | |                              | Судьи: Мартин Франьо Марк Пирс Линейные судьи: Ник Бриганти Андреас Хофер |
|                                                   |                              | |                              | Судьи: Мартин Франьо Марк Пирс Линейные судьи: Ник Бриганти Андреас Хофер |
| 31 мин                                            | Штраф                        | 4 мин |                              | Судьи: Мартин Франьо Марк Пирс Линейные судьи: Ник Бриганти Андреас Хофер |
|                                                   |                              | |                              |                                                                           |
|                                                   | 11                           | Броски | 44                           |                                                                           |

| 16 мая 2024 20:20 | США | 5 : 0 (4:0, 0:0, 1:0) | Франция | Ostravar Арена, Острава Зрителей: 5494 |

| Отчёт | Отчёт                           | Отчёт   | Отчёт                                                   | Отчёт                                                                       |
| --- | ------------------------------- | ------- | ------------------------------------------------------- | --------------------------------------------------------------------------- |
| |                                 |         |                                                         |                                                                             |
| | Алекс Неделькович — 00:00-60:00 | Вратари | 00:00-20:00 — Жюльян Хунка 20:00-60:00 — Кентен Папийон | Судьи: Кристоффер Хольм Микаэль Хольм Линейные судьи: Ото Дурмис Дарио Фукс |
| | Голы:                           |         |                                                         | Судьи: Кристоффер Хольм Микаэль Хольм Линейные судьи: Ото Дурмис Дарио Фукс |
| Брок Нельсон (М. Болди, С. Джонс) – 00:45 Мэттью Болди (Дж. Сандерсон, Л. Хьюз) – 03:24 Мэттью Болди (Дж. Годро, Б. Нельсон) – 12:30 Джонни Годро (З. Веренски, Б. Нельсон) – 18:07 Шейн Пинто (Бр. Ткачук) – 57:52 | 1:0 2:0 3:0 4:0 5:0             |         |                                                         | Судьи: Кристоффер Хольм Микаэль Хольм Линейные судьи: Ото Дурмис Дарио Фукс |
| |                                 |         |                                                         | Судьи: Кристоффер Хольм Микаэль Хольм Линейные судьи: Ото Дурмис Дарио Фукс |
| |                                 |         |                                                         | Судьи: Кристоффер Хольм Микаэль Хольм Линейные судьи: Ото Дурмис Дарио Фукс |
| |                                 |         |                                                         | Судьи: Кристоффер Хольм Микаэль Хольм Линейные судьи: Ото Дурмис Дарио Фукс |
| 0 мин | Штраф                           | 8 мин   |                                                         | Судьи: Кристоффер Хольм Микаэль Хольм Линейные судьи: Ото Дурмис Дарио Фукс |
| |                                 |         |                                                         |                                                                             |
| | 54                              | Броски  | 10                                                      |                                                                             |

| 17 мая 2024 16:20 | Германия | 8 : 2 (2:1, 3:0, 3:1) | Казахстан | Ostravar Арена, Острава Зрителей: 8479 |

| Отчёт | Отчёт                                   | Отчёт                                                                                               | Отчёт                                                   | Отчёт                                                                        |
| --- | --------------------------------------- | --------------------------------------------------------------------------------------------------- | ------------------------------------------------------- | ---------------------------------------------------------------------------- |
| |                                         | |                                                         |                                                                              |
| | Филипп Грубауэр — 00:00-60:00           | Вратари                                                                                             | 00:00-21:32 — Андрей Шутов 21:32-60:00 — Никита Бояркин | Судьи: Микаэль Хольм Кристиан Викман Линейные судьи: Ник Бриганти Йозеф Шпур |
| | Голы:                                   | |                                                         | Судьи: Микаэль Хольм Кристиан Викман Линейные судьи: Ник Бриганти Йозеф Шпур |
| Максимилиан Шубер (В. Стаховяк, Джи-Джи Петерка) – 01:02 Паркер Туоми (М. Кастнер, К. Угбекиле) – 02:24 Джон-Джейсон Петерка (В. Стаховяк, К. Виссманн) – 21:11 Лукас Райхель (Л. Пфёдерль) – 28:29 Лукас Кельбле (Джи-Джи Петерка, В. Стаховяк) – 35:17 Лукас Райхель (Джи-Джи Петерка, В. Стаховяк) – 50:27 Фредерик Тиффельс (Н. Штурм) (SH) – 54:14 Максимилиан Кастнер (А. Эль, П. Туоми) – 58:34 | 1:0 2:0 2:1 3:1 4:1 5:1 6:1 6:2 7:2 8:2 | 07:59 – Роман Старченко (Е. Рымарев, К. Панюков) (бол.) 51:52 – Артём Королёв (О. Бойко, А. Асетов) |                                                         | Судьи: Микаэль Хольм Кристиан Викман Линейные судьи: Ник Бриганти Йозеф Шпур |
| |                                         | |                                                         | Судьи: Микаэль Хольм Кристиан Викман Линейные судьи: Ник Бриганти Йозеф Шпур |
| |                                         | |                                                         | Судьи: Микаэль Хольм Кристиан Викман Линейные судьи: Ник Бриганти Йозеф Шпур |
| |                                         | |                                                         | Судьи: Микаэль Хольм Кристиан Викман Линейные судьи: Ник Бриганти Йозеф Шпур |
| 6 мин | Штраф                                   | 2 мин                                                                                               |                                                         | Судьи: Микаэль Хольм Кристиан Викман Линейные судьи: Ник Бриганти Йозеф Шпур |
| |                                         | |                                                         |                                                                              |
| | 35                                      | Броски                                                                                              | 20                                                      |                                                                              |

| 17 мая 2024 20:20 | Польша | 1 : 4 (0:0, 0:2, 1:2) | США | Ostravar Арена, Острава Зрителей: 8935 |

| Отчёт                                      | Отчёт                     | Отчёт | Отчёт                       | Отчёт                                                                         |
| ------------------------------------------ | ------------------------- | --- | --------------------------- | ----------------------------------------------------------------------------- |
|                                            |                           | |                             |                                                                               |
|                                            | Джон Мюррей — 00:00-60:00 | Вратари | 00:00-60:00 — Трей Августин | Судьи: Рику Брандер Кристоффер Хольм Линейные судьи: Ото Дурмис Иржи Ондарчек |
|                                            | Голы:                     | |                             | Судьи: Рику Брандер Кристоффер Хольм Линейные судьи: Ото Дурмис Иржи Ондарчек |
| Гжегож Пасют (П. Вронка, М. Колюш) – 46:22 | 0:1 0:2 0:3 1:3 1:4       | 30:11 – Майкл Кессельринг (Бр. Ткачук, А. Влашич) 39:17 – Брэди Ткачук (Ш. Пинто, Дж. Сандерсон) 41:11 – Коул Кофилд (Бр. Ткачук) 49:15 – Коул Кофилд (Бр. Ткачук, Ш. Пинто) |                             | Судьи: Рику Брандер Кристоффер Хольм Линейные судьи: Ото Дурмис Иржи Ондарчек |
|                                            |                           | |                             | Судьи: Рику Брандер Кристоффер Хольм Линейные судьи: Ото Дурмис Иржи Ондарчек |
|                                            |                           | |                             | Судьи: Рику Брандер Кристоффер Хольм Линейные судьи: Ото Дурмис Иржи Ондарчек |
|                                            |                           | |                             | Судьи: Рику Брандер Кристоффер Хольм Линейные судьи: Ото Дурмис Иржи Ондарчек |
| 2 мин                                      | Штраф                     | 8 мин |                             | Судьи: Рику Брандер Кристоффер Хольм Линейные судьи: Ото Дурмис Иржи Ондарчек |
|                                            |                           | |                             |                                                                               |
|                                            | 21                        | Броски | 57                          |                                                                               |

| 18 мая 2024 12:20 | Латвия | 2 : 7 (0:2, 2:4, 0:1) | Швеция | Ostravar Арена, Острава Зрителей: 9109 |

| Отчёт  | Отчёт                                                    | Отчёт   | Отчёт                          | Отчёт                                                                         |
| ------ | -------------------------------------------------------- | ------- | ------------------------------ | ----------------------------------------------------------------------------- |
|        |                                                          |         |                                |                                                                               |
|        | Элвис Мерзликин — 00:00-35:36 Эрикс Витолс — 35:36-60:00 | Вратари | 00:00-60:00 — Филип Густавссон | Судьи: Майкл Кэмпбелл Томаш Хронски Линейные судьи: Ото Дурмис Шейн Густафсон |
|        |                                                          |         |                                | Судьи: Майкл Кэмпбелл Томаш Хронски Линейные судьи: Ото Дурмис Шейн Густафсон |
|        |                                                          |         |                                | Судьи: Майкл Кэмпбелл Томаш Хронски Линейные судьи: Ото Дурмис Шейн Густафсон |
|        |                                                          |         |                                | Судьи: Майкл Кэмпбелл Томаш Хронски Линейные судьи: Ото Дурмис Шейн Густафсон |
|        |                                                          |         |                                | Судьи: Майкл Кэмпбелл Томаш Хронски Линейные судьи: Ото Дурмис Шейн Густафсон |
|        |                                                          |         |                                | Судьи: Майкл Кэмпбелл Томаш Хронски Линейные судьи: Ото Дурмис Шейн Густафсон |
| 18 мин | Штраф                                                    | 35 мин  |                                | Судьи: Майкл Кэмпбелл Томаш Хронски Линейные судьи: Ото Дурмис Шейн Густафсон |
|        |                                                          |         |                                |                                                                               |
|        | 23                                                       | Броски  | 34                             |                                                                               |

| 18 мая 2024 16:20 | Германия | 4 : 2 (0:0, 2:0, 2:2) | Польша | Ostravar Арена, Острава Зрителей: 9109 |

| Отчёт | Отчёт                            | Отчёт   | Отчёт                         | Отчёт                                                                            |
| ----- | -------------------------------- | ------- | ----------------------------- | -------------------------------------------------------------------------------- |
|       |                                  |         |                               |                                                                                  |
|       | Матиас Нидербергер — 00:00-60:00 | Вратари | 00:00-60:00 — Давид Заболотны | Судьи: Микаэль Хольм Кристиан Викман Линейные судьи: Ник Бриганти Андерс Нюквист |
|       |                                  |         |                               | Судьи: Микаэль Хольм Кристиан Викман Линейные судьи: Ник Бриганти Андерс Нюквист |
|       |                                  |         |                               | Судьи: Микаэль Хольм Кристиан Викман Линейные судьи: Ник Бриганти Андерс Нюквист |
|       |                                  |         |                               | Судьи: Микаэль Хольм Кристиан Викман Линейные судьи: Ник Бриганти Андерс Нюквист |
|       |                                  |         |                               | Судьи: Микаэль Хольм Кристиан Викман Линейные судьи: Ник Бриганти Андерс Нюквист |
|       |                                  |         |                               | Судьи: Микаэль Хольм Кристиан Викман Линейные судьи: Ник Бриганти Андерс Нюквист |
| 4 мин | Штраф                            | 4 мин   |                               | Судьи: Микаэль Хольм Кристиан Викман Линейные судьи: Ник Бриганти Андерс Нюквист |
|       |                                  |         |                               |                                                                                  |
|       | 35                               | Броски  | 21                            |                                                                                  |

| 18 мая 2024 20:20 | Франция | 2 : 4 (0:1, 1:2, 1:1) | Словакия | Ostravar Арена, Острава Зрителей: 9109 |

| Отчёт | Отчёт                          | Отчёт   | Отчёт                        | Отчёт                                                                            |
| ----- | ------------------------------ | ------- | ---------------------------- | -------------------------------------------------------------------------------- |
|       |                                |         |                              |                                                                                  |
|       | Себастьян Юлёнен — 00:00-60:00 | Вратари | 00:00-60:00 — Самуэль Главай | Судьи: Андрис Ансонс Мартин Франьо Линейные судьи: Андреас Хофер Людвиг Лундгрен |
|       |                                |         |                              | Судьи: Андрис Ансонс Мартин Франьо Линейные судьи: Андреас Хофер Людвиг Лундгрен |
|       |                                |         |                              | Судьи: Андрис Ансонс Мартин Франьо Линейные судьи: Андреас Хофер Людвиг Лундгрен |
|       |                                |         |                              | Судьи: Андрис Ансонс Мартин Франьо Линейные судьи: Андреас Хофер Людвиг Лундгрен |
|       |                                |         |                              | Судьи: Андрис Ансонс Мартин Франьо Линейные судьи: Андреас Хофер Людвиг Лундгрен |
|       |                                |         |                              | Судьи: Андрис Ансонс Мартин Франьо Линейные судьи: Андреас Хофер Людвиг Лундгрен |
| 8 мин | Штраф                          | 6 мин   |                              | Судьи: Андрис Ансонс Мартин Франьо Линейные судьи: Андреас Хофер Людвиг Лундгрен |
|       |                                |         |                              |                                                                                  |
|       | 27                             | Броски  | 24                           |                                                                                  |

| 19 мая 2024 16:20 | США | 10 : 1 (4:0, 3:0, 3:1) | Казахстан | Ostravar Арена, Острава |

| Отчёт | Отчёт | Отчёт | Отчёт | Отчёт |
| ----- | ----- | ----- | ----- | ----- |
|       |       |       |       |       |
|       |       |       |       |       |
|       |       |       |       |       |
|       |       |       |       |       |
|       |       |       |       |       |
|       |       |       |       |       |
|       |       |       |       |       |
|       |       |       |       |       |
|       |       |       |       |       |

| 19 мая 2024 20:20 | Словакия | 2 : 3 (Б) (0:1, 0:0, 2:1, 0:0, 0:1) | Латвия | Ostravar Арена, Острава |

| Отчёт | Отчёт | Отчёт | Отчёт | Отчёт |
| ----- | ----- | ----- | ----- | ----- |
|       |       |       |       |       |
|       |       |       |       |       |
|       |       |       |       |       |
|       |       |       |       |       |
|       |       |       |       |       |
|       |       |       |       |       |
|       |       |       |       |       |
|       |       |       |       |       |
|       |       |       |       |       |

| 20 мая 2024 16:20 | Швеция | 3 : 1 (0:0, 1:1, 2:0) | Франция | Ostravar Арена, Острава |

| Отчёт | Отчёт | Отчёт | Отчёт | Отчёт |
| ----- | ----- | ----- | ----- | ----- |
|       |       |       |       |       |
|       |       |       |       |       |
|       |       |       |       |       |
|       |       |       |       |       |
|       |       |       |       |       |
|       |       |       |       |       |
|       |       |       |       |       |
|       |       |       |       |       |
|       |       |       |       |       |

| 20 мая 2024 20:20 | Казахстан | 3 : 1 (1:1, 0:0, 2:0) | Польша | Ostravar Арена, Острава |

| Отчёт | Отчёт | Отчёт | Отчёт | Отчёт |
| ----- | ----- | ----- | ----- | ----- |
|       |       |       |       |       |
|       |       |       |       |       |
|       |       |       |       |       |
|       |       |       |       |       |
|       |       |       |       |       |
|       |       |       |       |       |
|       |       |       |       |       |
|       |       |       |       |       |
|       |       |       |       |       |

| 21 мая 2024 12:20 | Франция | 3 : 6 (1:1, 2:3, 0:2) | Германия | Ostravar Арена, Острава |

| Отчёт | Отчёт | Отчёт | Отчёт | Отчёт |
| ----- | ----- | ----- | ----- | ----- |
|       |       |       |       |       |
|       |       |       |       |       |
|       |       |       |       |       |
|       |       |       |       |       |
|       |       |       |       |       |
|       |       |       |       |       |
|       |       |       |       |       |
|       |       |       |       |       |
|       |       |       |       |       |

| 21 мая 2024 16:20 | Латвия | 3 : 6 (0:2, 1:1, 2:3) | США | Ostravar Арена, Острава |

| Отчёт | Отчёт | Отчёт | Отчёт | Отчёт |
| ----- | ----- | ----- | ----- | ----- |
|       |       |       |       |       |
|       |       |       |       |       |
|       |       |       |       |       |
|       |       |       |       |       |
|       |       |       |       |       |
|       |       |       |       |       |
|       |       |       |       |       |
|       |       |       |       |       |
|       |       |       |       |       |

| 21 мая 2024 20:20 | Швеция | 6 : 1 (1:0, 3:0, 2:1) | Словакия | Ostravar Арена, Острава |

| Отчёт | Отчёт | Отчёт | Отчёт | Отчёт |
| ----- | ----- | ----- | ----- | ----- |
|       |       |       |       |       |
|       |       |       |       |       |
|       |       |       |       |       |
|       |       |       |       |       |
|       |       |       |       |       |
|       |       |       |       |       |
|       |       |       |       |       |
|       |       |       |       |       |
|       |       |       |       |       |

#### Видео
| Видео                | Видео              | Видео              |
| -------------------- | ------------------ | ------------------ |
| Словакия — Германия  | Швеция — США       |                    |
| Франция — Казахстан  | Польша — Латвия    | США — Германия     |
| Словакия — Казахстан | Латвия — Франция   | Швеция — Польша    |
| США — Словакия       | Германия — Швеция  |                    |
| Казахстан — Латвия   | Польша — Франция   |                    |
| Германия — Латвия    | Словакия — Польша  |                    |
| Казахстан — Швеция   | США — Франция      |                    |
| Германия — Казахстан | Польша — США       |                    |
| Латвия — Швеция      | Германия — Польша  | Франция — Словакия |
| США — Казахстан      | Словакия — Латвия  |                    |
| Швеция — Франция     | Казахстан — Польша |                    |
| Франция — Германия   | Латвия — США       | Швеция — Словакия  |

## Плей-офф
|  | Четвертьфиналы | Четвертьфиналы | Четвертьфиналы | Четвертьфиналы | Четвертьфиналы | Четвертьфиналы | Четвертьфиналы | Четвертьфиналы | Четвертьфиналы | Четвертьфиналы |           |        | Полуфиналы | Полуфиналы | Полуфиналы | Полуфиналы        | Полуфиналы        | Полуфиналы        | Полуфиналы        | Полуфиналы        | Полуфиналы        | Полуфиналы        |                   |                   | Финал             | Финал     | Финал     | Финал     | Финал     | Финал     | Финал     | Финал  | Финал  | Финал |
|  |                |                |                |                |                |                |                |                |                |                |           |        |            |            |            |                   |                   |                   |                   |                   |                   |                   |                   |                   |                   |           |           |           |           |           |           |        |        |       |
|  | A1             | Канада         | Канада         | Канада         | Канада         | Канада         | Канада         | Канада         | Канада         | 6              |           |        |            |            |            |                   |                   |                   |                   |                   |                   |                   |                   |                   |                   |           |           |           |           |           |           |        |        |       |
|  | A1             | Канада         | Канада         | Канада         | Канада         | Канада         | Канада         | Канада         | Канада         | 6              |           |        |            |            |            |                   |                   |                   |                   |                   |                   |                   |                   |                   |                   |           |           |           |           |           |           |        |        |       |
|  | B4             | Словакия       | Словакия       | Словакия       | Словакия       | Словакия       | Словакия       | Словакия       | Словакия       | 3              |           |        |            |            |            |                   |                   |                   |                   |                   |                   |                   |                   |                   |                   |           |           |           |           |           |           |        |        |       |
|  | B4             | Словакия       | Словакия       | Словакия       | Словакия       | Словакия       | Словакия       | Словакия       | Словакия       | 3              | A1        | Канада | Канада     | Канада     | Канада     | Канада            | Канада            | Канада            | Канада            | 2                 |                   |                   |                   |                   |                   |           |           |           |           |           |           |        |        |       |
|  |                |                |                |                |                |                |                |                |                |                | A1        | Канада | Канада     | Канада     | Канада     | Канада            | Канада            | Канада            | Канада            | 2                 |                   |                   |                   |                   |                   |           |           |           |           |           |           |        |        |       |
|  |                |                | A2             | Швейцария      | Швейцария      | Швейцария      | Швейцария      | Швейцария      | Швейцария      | Швейцария      | Швейцария | 3      |            |            |            |                   |                   |                   |                   |                   |                   |                   |                   |                   |                   |           |           |           |           |           |           |        |        |       |
|  | A2             | Швейцария      | Швейцария      | Швейцария      | Швейцария      | Швейцария      | Швейцария      | Швейцария      | Швейцария      | Швейцария      | Швейцария | 3      | 3          |            |            |                   |                   |                   |                   |                   |                   |                   |                   |                   |                   |           |           |           |           |           |           |        |        |       |
|  | A2             | Швейцария      | Швейцария      | Швейцария      | Швейцария      | Швейцария      | Швейцария      | Швейцария      | Швейцария      |                |           |        | 3          |            |            |                   |                   |                   |                   |                   |                   |                   |                   |                   |                   |           |           |           |           |           |           |        |        |       |
|  | B3             | Германия       | Германия       | Германия       | Германия       | Германия       | Германия       | Германия       | Германия       | 1              |           |        |            |            |            |                   |                   |                   |                   |                   |                   |                   |                   |                   |                   |           |           |           |           |           |           |        |        |       |
|  | B3             | Германия       | Германия       | Германия       | Германия       | Германия       | Германия       | Германия       | Германия       | 1              |           |        |            |            |            |                   |                   |                   |                   |                   |                   |                   | A2                | Швейцария         | Швейцария         | Швейцария | Швейцария | Швейцария | Швейцария | Швейцария | Швейцария | 0      |        |       |
|  |                |                |                |                |                |                |                |                |                |                |           |        |            |            |            |                   |                   |                   |                   |                   |                   |                   | A2                | Швейцария         | Швейцария         | Швейцария | Швейцария | Швейцария | Швейцария | Швейцария | Швейцария | 0      |        |       |
|  |                |                | A3             | Чехия          | Чехия          | Чехия          | Чехия          | Чехия          | Чехия          | Чехия          | Чехия     | 2      |            |            |            |                   |                   |                   |                   |                   |                   |                   |                   |                   |                   |           |           |           |           |           |           |        |        |       |
|  | B1             | Швеция         | Швеция         | Швеция         | Швеция         | Швеция         | Швеция         | Швеция         | Швеция         | Чехия          | Чехия     | 2      | 2          |            |            |                   |                   |                   |                   |                   |                   |                   |                   |                   |                   |           |           |           |           |           |           |        |        |       |
|  | B1             | Швеция         | Швеция         | Швеция         | Швеция         | Швеция         | Швеция         | Швеция         | Швеция         |                |           |        | 2          |            |            |                   |                   |                   |                   |                   |                   |                   |                   |                   |                   |           |           |           |           |           |           |        |        |       |
|  | A4             | Финляндия      | Финляндия      | Финляндия      | Финляндия      | Финляндия      | Финляндия      | Финляндия      | Финляндия      | 1              |           |        |            |            |            |                   |                   |                   |                   |                   |                   |                   |                   |                   |                   |           |           |           |           |           |           |        |        |       |
|  | A4             | Финляндия      | Финляндия      | Финляндия      | Финляндия      | Финляндия      | Финляндия      | Финляндия      | Финляндия      | 1              | B1        | Швеция | Швеция     | Швеция     | Швеция     | Швеция            | Швеция            | Швеция            | Швеция            | 3                 |                   |                   |                   |                   |                   |           |           |           |           |           |           |        |        |       |
|  |                |                |                |                |                |                |                |                |                |                | B1        | Швеция | Швеция     | Швеция     | Швеция     | Швеция            | Швеция            | Швеция            | Швеция            | 3                 |                   |                   |                   |                   |                   |           |           |           |           |           |           |        |        |       |
|  |                |                | A3             | Чехия          | Чехия          | Чехия          | Чехия          | Чехия          | Чехия          | Чехия          | Чехия     | 7      |            |            |            |                   |                   |                   |                   |                   |                   |                   |                   |                   |                   |           |           |           |           |           |           |        |        |       |
|  | B2             | США            | США            | США            | США            | США            | США            | США            | США            | Чехия          | Чехия     | 7      | 0          |            |            | Матч за 3-е место | Матч за 3-е место | Матч за 3-е место | Матч за 3-е место | Матч за 3-е место | Матч за 3-е место | Матч за 3-е место | Матч за 3-е место | Матч за 3-е место | Матч за 3-е место |           |           |           |           |           |           |        |        |       |
|  | B2             | США            | США            | США            | США            | США            | США            | США            | США            |                |           |        | 0          |            |            | Матч за 3-е место | Матч за 3-е место | Матч за 3-е место | Матч за 3-е место | Матч за 3-е место | Матч за 3-е место | Матч за 3-е место | Матч за 3-е место | Матч за 3-е место | Матч за 3-е место |           |           |           |           |           |           |        |        |       |
|  | A3             | Чехия          | Чехия          | Чехия          | Чехия          | Чехия          | Чехия          | Чехия          | Чехия          | 1              |           |        |            |            |            |                   |                   |                   |                   |                   |                   |                   |                   |                   |                   |           |           |           |           |           |           |        |        |       |
|  | A3             | Чехия          | Чехия          | Чехия          | Чехия          | Чехия          | Чехия          | Чехия          | Чехия          | 1              |           |        |            |            |            |                   |                   |                   |                   |                   |                   |                   |                   |                   |                   |           |           |           |           |           |           |        |        |       |
|  |                |                |                |                |                |                |                |                |                |                |           |        |            |            |            |                   |                   |                   |                   |                   |                   |                   |                   |                   | B1                | Швеция    | Швеция    | Швеция    | Швеция    | Швеция    | Швеция    | Швеция | Швеция | 4     |
|  |                |                |                |                |                |                |                |                |                |                |           |        |            |            |            |                   |                   |                   |                   |                   |                   |                   |                   |                   | B1                | Швеция    | Швеция    | Швеция    | Швеция    | Швеция    | Швеция    | Швеция | Швеция | 4     |
|  |                |                |                |                |                |                |                |                |                |                |           |        |            |            |            |                   |                   |                   |                   |                   |                   |                   |                   |                   | A1                | Канада    | Канада    | Канада    | Канада    | Канада    | Канада    | Канада | Канада | 2     |
|  |                |                |                |                |                |                |                |                |                |                |           |        |            |            |            |                   |                   |                   |                   |                   |                   |                   |                   |                   | A1                | Канада    | Канада    | Канада    | Канада    | Канада    | Канада    | Канада | Канада | 2     |

### Четвертьфинал
| 23 мая 2024 16:20 | Канада | 6 : 3 (2:1, 1:0, 3:2) | Словакия | O2 Арена, Прага Зрителей: 17 275 |

| Отчёт | Отчёт                               | Отчёт | Отчёт          | Отчёт                                                                          |
| --- | ----------------------------------- | --- | -------------- | ------------------------------------------------------------------------------ |
| |                                     | |                |                                                                                |
| | Джордан Биннингтон                  | Вратари | Самуэль Главай | Судьи: Мартин Франо Микко Каукокари Линейные судьи: Кевин Бриганти Давис Зунде |
| | Голы:                               | |                | Судьи: Мартин Франо Микко Каукокари Линейные судьи: Кевин Бриганти Давис Зунде |
| Джаред Макканн (К. Парайко) — 02:45 Пьер-Люк Дюбуа (Б. Байрэм, Д. Таварес) — 04:15 Ник Пол (К. Бедард, Д. Гюнтер) — 23:48 Дилан Гюнтер (Н. Пол, Б. Хэгел) — 46:20 Брэндон Танев (Д. Северсон, Д. Мерсер) — 46:40 Ник Пол (п. в.) — 59:10 | 1:0 2:0 2:1 3:1 4:1 5:1 5:2 5:3 6:3 | 07:56 — Петер Цегларик (Ю. Слафковский) 47:08 — Милош Келемен (П. Регенда) 56:57 — Марек Гривик (Л. Гудачек, Ш. Немец) (бол.) |                | Судьи: Мартин Франо Микко Каукокари Линейные судьи: Кевин Бриганти Давис Зунде |
| |                                     | |                | Судьи: Мартин Франо Микко Каукокари Линейные судьи: Кевин Бриганти Давис Зунде |
| |                                     | |                | Судьи: Мартин Франо Микко Каукокари Линейные судьи: Кевин Бриганти Давис Зунде |
| |                                     | |                | Судьи: Мартин Франо Микко Каукокари Линейные судьи: Кевин Бриганти Давис Зунде |
| 10 (0+2+8) мин | Штраф                               | 12 (2+0+10) мин |                | Судьи: Мартин Франо Микко Каукокари Линейные судьи: Кевин Бриганти Давис Зунде |
| |                                     | |                |                                                                                |
| | 43 (13+13+17)                       | Броски | 21 (7+9+5)     |                                                                                |

| 23 мая 2024 16:20 | Швейцария | 3 : 1 (2:0, 0:1, 1:0) | Германия | Ostravar Арена, Острава Зрителей: 6583 |

| Отчёт         | Отчёт            | Отчёт         | Отчёт           | Отчёт                                                                           |
| ------------- | ---------------- | ------------- | --------------- | ------------------------------------------------------------------------------- |
|               |                  |               |                 |                                                                                 |
|               | Леонардо Дженони | Вратари       | Филипп Грубауэр | Судьи: Рику Брандер Микаэль Хольм Линейные судьи: Шейн Густафсон Андерс Нюквист |
|               | Голы:            |               |                 | Судьи: Рику Брандер Микаэль Хольм Линейные судьи: Шейн Густафсон Андерс Нюквист |
|               | 1:0 2:0 2:1 3:1  |               |                 | Судьи: Рику Брандер Микаэль Хольм Линейные судьи: Шейн Густафсон Андерс Нюквист |
|               |                  |               |                 | Судьи: Рику Брандер Микаэль Хольм Линейные судьи: Шейн Густафсон Андерс Нюквист |
|               |                  |               |                 | Судьи: Рику Брандер Микаэль Хольм Линейные судьи: Шейн Густафсон Андерс Нюквист |
|               |                  |               |                 | Судьи: Рику Брандер Микаэль Хольм Линейные судьи: Шейн Густафсон Андерс Нюквист |
| 8 (2+6+0) мин | Штраф            | 6 (4+2+0) мин |                 | Судьи: Рику Брандер Микаэль Хольм Линейные судьи: Шейн Густафсон Андерс Нюквист |
|               |                  |               |                 |                                                                                 |
|               | 25 (12+9+4)      | Броски        | 15 (5+5+5)      |                                                                                 |

| 23 мая 2024 20:20 | США | 0 : 1 (0:0, 0:1, 0:0) | Чехия | O2 Арена, Прага Зрителей: 17 413 |

| Отчёт         | Отчёт          | Отчёт                                              | Отчёт         | Отчёт                                                                                 |
| ------------- | -------------- | -------------------------------------------------- | ------------- | ------------------------------------------------------------------------------------- |
|               |                |                                                    |               |                                                                                       |
|               | Чарли Линдгрен | Вратари                                            | Лукаш Досталь | Судьи: Тобиас Бьёрк Майкл Кэмпбелл Линейные судьи: Тэррингтон Вьонзек Эмиль Юлетюйнен |
|               | Голы:          |                                                    |               | Судьи: Тобиас Бьёрк Майкл Кэмпбелл Линейные судьи: Тэррингтон Вьонзек Эмиль Юлетюйнен |
|               | 0:1            | 26:39 — Павел Заха (Д. Шпачек, Р. Червенка) (бол.) |               | Судьи: Тобиас Бьёрк Майкл Кэмпбелл Линейные судьи: Тэррингтон Вьонзек Эмиль Юлетюйнен |
|               |                |                                                    |               | Судьи: Тобиас Бьёрк Майкл Кэмпбелл Линейные судьи: Тэррингтон Вьонзек Эмиль Юлетюйнен |
|               |                |                                                    |               | Судьи: Тобиас Бьёрк Майкл Кэмпбелл Линейные судьи: Тэррингтон Вьонзек Эмиль Юлетюйнен |
|               |                |                                                    |               | Судьи: Тобиас Бьёрк Майкл Кэмпбелл Линейные судьи: Тэррингтон Вьонзек Эмиль Юлетюйнен |
| 4 (0+4+0) мин | Штраф          | 6 (0+6+0) мин                                      |               | Судьи: Тобиас Бьёрк Майкл Кэмпбелл Линейные судьи: Тэррингтон Вьонзек Эмиль Юлетюйнен |
|               |                |                                                    |               |                                                                                       |
|               | 36 (7+19+10)   | Броски                                             | 28 (12+8+8)   |                                                                                       |

| 23 мая 2024 20:20 | Швеция | 2 : 1 (ОТ) (0:0, 0:0, 1:1, 1:0) | Финляндия | Ostravar Арена, Острава Зрителей: 6691 |

| Отчёт                                                                                                  | Отчёт            | Отчёт                                                        | Отчёт         | Отчёт                                                                          |
| --- | ---------------- | ------------------------------------------------------------ | ------------- | ------------------------------------------------------------------------------ |
| |                  |                                                              |               |                                                                                |
| | Филип Густавссон | Вратари                                                      | Эмиль Ларми   | Судьи: Андрис Ансонс Шон Макфарлейн Линейные судьи: Ник Бриганти Даниэль Гынек |
| | Голы:            |                                                              |               | Судьи: Андрис Ансонс Шон Макфарлейн Линейные судьи: Ник Бриганти Даниэль Гынек |
| Расмус Далин (И. Лундестрём, Л. Рэймонд) — 55:02 Юэль Эрикссон Эк (В. Хедман, Р. Далин) (бол.) — 65:54 | 1:0 1:1 2:1      | 59:02 — Ханнес Бьёрнинен (В. Пуустинен, М. Лехтонен) (п. в.) |               | Судьи: Андрис Ансонс Шон Макфарлейн Линейные судьи: Ник Бриганти Даниэль Гынек |
| |                  |                                                              |               | Судьи: Андрис Ансонс Шон Макфарлейн Линейные судьи: Ник Бриганти Даниэль Гынек |
| |                  |                                                              |               | Судьи: Андрис Ансонс Шон Макфарлейн Линейные судьи: Ник Бриганти Даниэль Гынек |
| |                  |                                                              |               | Судьи: Андрис Ансонс Шон Макфарлейн Линейные судьи: Ник Бриганти Даниэль Гынек |
| 2 (0+0+2+0) мин                                                                                        | Штраф            | 8 (2+2+2+2) мин                                              |               | Судьи: Андрис Ансонс Шон Макфарлейн Линейные судьи: Ник Бриганти Даниэль Гынек |
| |                  |                                                              |               |                                                                                |
| | 35 (13+11+8+3)   | Броски                                                       | 20 (5+3+11+1) |                                                                                |

### Полуфинал
| 25 мая 2024 14:20 | Швеция | 3 : 7 (2:2, 1:3, 0:2) | Чехия | O2 Арена, Прага Зрителей: 17 413 |

| Отчёт | Отчёт                                   | Отчёт | Отчёт         | Отчёт                                                                            |
| --- | --------------------------------------- | --- | ------------- | -------------------------------------------------------------------------------- |
| |                                         | |               |                                                                                  |
| | Филип Густавссон Самуэль Эрссон         | Вратари | Лукаш Досталь | Судьи: Андрис Ансонс Кристиан Викман Линейные судьи: Ник Бриганти Кевин Бриганти |
| | Голы:                                   | |               | Судьи: Андрис Ансонс Кристиан Викман Линейные судьи: Ник Бриганти Кевин Бриганти |
| Маркус Юханссон — 03:39 Маркус Петтерссон (А. Кемпе, Ю. Эрикссон Эк) — 08:08 Юэль Эрикссон Эк (Л. Рэймонд, Р. Далин) (бол.) — 35:30 | 1:0 1:1 2:1 2:2 2:3 2:4 2:5 3:5 3:6 3:7 | 07:48 — Доминик Кубалик (М. Нечас, Т. Кундратек) 09:37 — Давид Кемпф (М. Нечас) 26:05 — Ондржей Каше (Л. Седлак) 26:21 — Мартин Нечас (Д. Кубалик, Д. Кемпф) 29:03 — Доминик Кубалик (М. Кемпни, М. Нечас) 45:40 — Лукаш Седлак (О. Каше) 53:42 — Лукаш Седлак |               | Судьи: Андрис Ансонс Кристиан Викман Линейные судьи: Ник Бриганти Кевин Бриганти |
| |                                         | |               | Судьи: Андрис Ансонс Кристиан Викман Линейные судьи: Ник Бриганти Кевин Бриганти |
| |                                         | |               | Судьи: Андрис Ансонс Кристиан Викман Линейные судьи: Ник Бриганти Кевин Бриганти |
| |                                         | |               | Судьи: Андрис Ансонс Кристиан Викман Линейные судьи: Ник Бриганти Кевин Бриганти |
| 6 (4+0+2) мин | Штраф                                   | 12 (4+4+4) мин |               | Судьи: Андрис Ансонс Кристиан Викман Линейные судьи: Ник Бриганти Кевин Бриганти |
| |                                         | |               |                                                                                  |
| | 40 (16+12+12)                           | Броски | 23 (9+9+5)    |                                                                                  |

| 25 мая 2024 18:20 | Канада | 2 : 3 (Б) (0:2, 1:0, 1:0, 0:0, 0:1) | Швейцария | O2 Арена, Прага Зрителей: 11 159 |

| Отчёт                                                                                        | Отчёт              | Отчёт | Отчёт            | Отчёт                                                                     |
| -------------------------------------------------------------------------------------------- | ------------------ | --- | ---------------- | ------------------------------------------------------------------------- |
|                                                                                              |                    | |                  |                                                                           |
|                                                                                              | Джордан Биннингтон | Вратари | Леонардо Дженони | Судьи: Микаэль Хольм Ян Грибик Линейные судьи: Лудвиг Лундгрен Йозеф Шпур |
|                                                                                              | Голы:              | |                  | Судьи: Микаэль Хольм Ян Грибик Линейные судьи: Лудвиг Лундгрен Йозеф Шпур |
| Брэндон Танев (О. Зеллвегер, П.-Л. Дюбуа) — 34:07 Джон Таварес (К. Бедард, О. Пауэр) — 57:53 | 0:1 0:2 1:2 2:2    | 15:06 — Кевин Фиала (Р. Лёффель, С. Андригетто) (бол.) 17:16 — Нино Нидеррайтер (Р. Йоси, К. Фиала) (бол.) |                  | Судьи: Микаэль Хольм Ян Грибик Линейные судьи: Лудвиг Лундгрен Йозеф Шпур |
|                                                                                              | Буллиты:           | |                  | Судьи: Микаэль Хольм Ян Грибик Линейные судьи: Лудвиг Лундгрен Йозеф Шпур |
| Бедард Дюбуа Северсон Пауэр Козенс                                                           |                    | Зентелер Фиала Лёффель Андригетто                                                                          |                  | Судьи: Микаэль Хольм Ян Грибик Линейные судьи: Лудвиг Лундгрен Йозеф Шпур |
|                                                                                              |                    | |                  | Судьи: Микаэль Хольм Ян Грибик Линейные судьи: Лудвиг Лундгрен Йозеф Шпур |
| 12 (6+2+2+0) мин                                                                             | Штраф              | 10 (0+4+6+0) мин                                                                                           |                  | Судьи: Микаэль Хольм Ян Грибик Линейные судьи: Лудвиг Лундгрен Йозеф Шпур |
|                                                                                              |                    | |                  |                                                                           |
|                                                                                              | 44 (8+13+20+3+0)   | Броски | 31 (17+6+4+3+1)  |                                                                           |

### Матч за 3-е место
| 26 мая 2024 15:20 | Швеция | 4 : 2 (1:0, 0:1, 3:1) | Канада | O2 Арена, Прага Зрителей: 14 929 |

| Отчёт | Отчёт                  | Отчёт                                                                                          | Отчёт              | Отчёт                                                                             |
| --- | ---------------------- | ---------------------------------------------------------------------------------------------- | ------------------ | --------------------------------------------------------------------------------- |
| |                        |                                                                                                |                    |                                                                                   |
| | Филип Густавссон       | Вратари                                                                                        | Джордан Биннингтон | Судьи: Микко Каукокари Шон Макфарлейн Линейные судьи: Даниэль Гынек Иржи Ондрачек |
| | Голы:                  |                                                                                                |                    | Судьи: Микко Каукокари Шон Макфарлейн Линейные судьи: Даниэль Гынек Иржи Ондрачек |
| Карл Грундстрём (Л. Юханссон, Р. Далин) — 12:05 Эрик Карлссон (А. Бураковски, М. Юханссон) — 49:35 Карл Грундстрём — 53:42 Маркус Юханссон (Ю. Бродин, И. Лундестрём) (п. в.) — 59:55 | 1:0 1:1 1:2 :2 3:2 4:2 | 22:41 — Дилан Козенс (Д. Олексяк, Э. Манджипани) 44:18 — Пьер-Люк Дюбуа (Б. Хэгел, Д. Таварес) |                    | Судьи: Микко Каукокари Шон Макфарлейн Линейные судьи: Даниэль Гынек Иржи Ондрачек |
| |                        |                                                                                                |                    | Судьи: Микко Каукокари Шон Макфарлейн Линейные судьи: Даниэль Гынек Иржи Ондрачек |
| |                        |                                                                                                |                    | Судьи: Микко Каукокари Шон Макфарлейн Линейные судьи: Даниэль Гынек Иржи Ондрачек |
| |                        |                                                                                                |                    | Судьи: Микко Каукокари Шон Макфарлейн Линейные судьи: Даниэль Гынек Иржи Ондрачек |
| 2 (2+0+0) мин | Штраф                  | 4 (0+2+2) мин                                                                                  |                    | Судьи: Микко Каукокари Шон Макфарлейн Линейные судьи: Даниэль Гынек Иржи Ондрачек |
| |                        |                                                                                                |                    |                                                                                   |
| | 33 (7+9+17)            | Броски                                                                                         | 22 (4+10+8)        |                                                                                   |

### Финал
| 26 мая 2024 20:20 | Швейцария | 0 : 2 (0:0, 0:0, 0:2) | Чехия | O2 Арена, Прага Зрителей: 17 413 |

| Отчёт         | Отчёт            | Отчёт                                                                                              | Отчёт        | Отчёт                                                                            |
| ------------- | ---------------- | -------------------------------------------------------------------------------------------------- | ------------ | -------------------------------------------------------------------------------- |
|               |                  | |              |                                                                                  |
|               | Леонардо Дженони | Вратари                                                                                            | Лукаш Достал | Судьи: Майкл Кэмпбелл Микаэль Хольм Линейные судьи: Ник Бриганти Лудвиг Лундгрен |
|               | Голы:            | |              | Судьи: Майкл Кэмпбелл Микаэль Хольм Линейные судьи: Ник Бриганти Лудвиг Лундгрен |
|               | 0:1 0:2          | 49:13 — Давид Пастрняк (Т. Кундратек, Л. Гайек) 59:41 — Давид Кемпф (Д. Кубалик, М. Нечас) (п. в.) |              | Судьи: Майкл Кэмпбелл Микаэль Хольм Линейные судьи: Ник Бриганти Лудвиг Лундгрен |
|               |                  | |              | Судьи: Майкл Кэмпбелл Микаэль Хольм Линейные судьи: Ник Бриганти Лудвиг Лундгрен |
|               |                  | |              | Судьи: Майкл Кэмпбелл Микаэль Хольм Линейные судьи: Ник Бриганти Лудвиг Лундгрен |
|               |                  | |              | Судьи: Майкл Кэмпбелл Микаэль Хольм Линейные судьи: Ник Бриганти Лудвиг Лундгрен |
| 4 (0+4+0) мин | Штраф            | 4 (0+4+0) мин                                                                                      |              | Судьи: Майкл Кэмпбелл Микаэль Хольм Линейные судьи: Ник Бриганти Лудвиг Лундгрен |
|               |                  | |              |                                                                                  |
|               | 31 (7+10+14)     | Броски                                                                                             | 32 (13+10+9) |                                                                                  |

### Видео
| Четвертьфиналы    | Четвертьфиналы       |
| ----------------- | -------------------- |
| Канада — Словакия | Швейцария — Германия |
| США — Чехия       | Швеция — Финляндия   |
| Полуфиналы        |                      |
| Швеция — Чехия    | Канада — Швейцария   |
| Матч за 3-е место | Финал                |
| Швеция — Канада   | Швейцария — Чехия    |

## Итоговое положение команд
|  | Чемпион мира               |
|  | Серебряный призёр          |
|  | Бронзовый призёр           |
|  | Вылетели в Первый дивизион |

| М   | Г | Сборная        | И  | В | ВО | ПО | П | ШЗ | ШП | РШ  | О  |
| --- | - | -------------- | -- | - | -- | -- | - | -- | -- | --- | -- |
| 1   | A | Чехия          | 10 | 7 | 1  | 2  | 0 | 37 | 17 | +20 | 25 |
| 2   | A | Швейцария      | 10 | 5 | 2  | 0  | 3 | 32 | 18 | +14 | 19 |
| 3   | B | Швеция         | 10 | 8 | 1  | 0  | 1 | 44 | 19 | +25 | 26 |
| 4.  | A | Канада         | 10 | 6 | 2  | 1  | 1 | 42 | 28 | +14 | 23 |
|     |   |                |    |   |    |    |   |    |    |     |    |
| 5.  | B | США            | 8  | 5 | 0  | 1  | 2 | 37 | 17 | +20 | 16 |
| 6.  | B | Германия       | 8  | 5 | 0  | 0  | 3 | 35 | 27 | +8  | 15 |
| 7.  | B | Словакия       | 8  | 3 | 1  | 1  | 3 | 29 | 29 | 0   | 12 |
| 8.  | A | Финляндия      | 8  | 3 | 0  | 2  | 3 | 22 | 16 | +6  | 11 |
|     |   |                |    |   |    |    |   |    |    |     |    |
| 9.  | B | Латвия         | 7  | 1 | 3  | 0  | 3 | 19 | 29 | −10 | 9  |
| 10. | A | Австрия        | 7  | 2 | 0  | 1  | 4 | 21 | 29 | −8  | 7  |
| 11. | A | Норвегия       | 7  | 2 | 0  | 0  | 5 | 15 | 25 | −10 | 6  |
| 12. | B | Казахстан      | 7  | 2 | 0  | 0  | 5 | 12 | 31 | −19 | 6  |
| 13. | A | Дания          | 7  | 2 | 0  | 0  | 5 | 15 | 29 | −14 | 6  |
| 14. | B | Франция        | 7  | 1 | 0  | 1  | 5 | 13 | 26 | −13 | 4  |
|     |   |                |    |   |    |    |   |    |    |     |    |
| 15. | A | Великобритания | 7  | 1 | 0  | 0  | 6 | 12 | 30 | −18 | 3  |
| 16. | B | Польша         | 7  | 0 | 0  | 1  | 6 | 11 | 29 | −18 | 1  |

Итоговое положение команд
Источник: IIHF.com

## Чемпион
| Чемпион мира по хоккею с шайбой 2024 |
| Чехия Седьмой титул                  |

## Статистика

### Лучшие бомбардиры
| Хоккеист         | И  | Г | П | О  | +/− | Штр |
| ---------------- | -- | - | - | -- | --- | --- |
| Мэтт Болди       | 8  | 6 | 8 | 14 | +8  | 2   |
| Кевин Фиала      | 8  | 7 | 6 | 13 | +6  | 27  |
| Брэди Ткачук     | 8  | 7 | 6 | 13 | +7  | 4   |
| Маркус Юханссон  | 9  | 6 | 6 | 12 | +14 | 2   |
| Роман Йоси       | 10 | 3 | 9 | 12 | +4  | 4   |
| Дилан Козенс     | 10 | 9 | 2 | 11 | +3  | 2   |
| Нико Хишир       | 10 | 6 | 5 | 11 | +6  | 2   |
| Эрик Карлссон    | 10 | 6 | 5 | 11 | +9  | 0   |
| Андре Бураковски | 10 | 4 | 7 | 11 | +8  | 0   |
| Джонни Годро     | 8  | 3 | 8 | 11 | +8  | 0   |
| Роман Червенка   | 10 | 3 | 8 | 11 | +7  | 4   |
| Джон Таварес     | 9  | 2 | 9 | 11 | -4  | 6   |
| Либор Гудачек    | 8  | 5 | 5 | 10 | +5  | 0   |
| Лукаш Седлак     | 10 | 5 | 5 | 10 | +7  | 0   |

Примечание: И = Количество проведённых игр; Г = Голы; П = Голевые передачи; О = Очки; +/− = Плюс-минус; Штр = Штрафное время
- Источник: IIHF.com

### Лучшие вратари
В список включены пять лучших вратарей, сыгравших не менее 40 % от всего игрового времени своей сборной.
| М | Игрок               | В      | Бр  | ПШ | КН   | %ОБ   | «0» |
| - | ------------------- | ------ | --- | -- | ---- | ----- | --- |
| 1 | Леонардо Дженони    | 431:07 | 169 | 10 | 1.39 | 94.08 | 1   |
| 2 | Лукаш Достал        | 492:18 | 213 | 13 | 1.58 | 93.90 | 3   |
| 3 | Самуэль Главай      | 306:57 | 174 | 13 | 2.54 | 92.53 | 1   |
| 4 | Хенрик Хёукеланн    | 297:00 | 155 | 13 | 2.63 | 91.61 | 1   |
| 5 | Кристерс Гудлевскис | 207:05 | 117 | 11 | 3.19 | 90.60 | 1   |

Примечание: М — Место в рейтинге; В = Количество сыгранных минут; Бр = Броски; ПШ = Пропущено шайб; КН = Коэффициент надёжности; %ОБ = Процент отражённых бросков; И"0" = «Сухие игры»
- Источник: IIHF.com

### Индивидуальные награды
Лучшие игроки (по версии директората):
- Вратарь:  Лукаш Достал
- Защитник:  Роман Йоси
- Нападающий:  Кевин Фиала

Сборная всех звёзд (по версии СМИ):
- Самый ценный игрок (MVP):  Кевин Фиала
- Вратарь:  Лукаш Достал
- Защитники:  Роман Йоси —  Эрик Карлссон
- Нападающие:  Кевин Фиала —  Дилан Козенс —  Роман Червенка